# Llista d'asteroides (412001-413000)
Llista d'asteroides del 412.001 al 413.000, amb data de descoberta i descobridor. És un fragment de la llista d'asteroides completa. Als asteroides se'ls dona un número quan es confirma la seva òrbita, per tant apareixen llistats aproximadament segons la data de descobriment.

## 412001-412100
| Nom    | Designació provisional | Data de descobriment   | Lloc de descobriment | Descobridor/s     |
| ------ | ---------------------- | ---------------------- | -------------------- | ----------------- |
| 412001 | 2012 KV35              | 14 d'octubre de 2009   | Mount Lemmon         | Mt. Lemmon Survey |
| 412002 | 2012 KB36              | 18 de setembre de 2009 | Kitt Peak            | Spacewatch        |
| 412003 | 2012 KG44              | 16 de novembre de 2009 | Mount Lemmon         | Mt. Lemmon Survey |
| 412004 | 2012 LN7               | 26 de març de 2006     | Kitt Peak            | Spacewatch        |
| 412005 | 2012 LT26              | 30 de gener de 2006    | Kitt Peak            | Spacewatch        |
| 412006 | 2012 MU                | 26 de març de 2010     | WISE                 | WISE              |
| 412007 | 2012 MS7               | 19 d'abril de 2006     | Catalina             | CSS               |
| 412008 | 2012 PU16              | 7 de gener de 2006     | Mount Lemmon         | Mt. Lemmon Survey |
| 412009 | 2012 RB2               | 12 d'octubre de 2007   | Catalina             | CSS               |
| 412010 | 2012 TC19              | 13 d'octubre de 2007   | Catalina             | CSS               |
| 412011 | 2012 TX230             | 15 de gener de 2005    | Kitt Peak            | Spacewatch        |
| 412012 | 2012 XB111             | 10 de setembre de 2007 | Kitt Peak            | Spacewatch        |
| 412013 | 2012 XX119             | 14 de febrer de 2008   | Catalina             | CSS               |
| 412014 | 2013 AE17              | 17 de novembre de 2006 | Kitt Peak            | Spacewatch        |
| 412015 | 2013 AV19              | 10 de setembre de 2001 | Socorro              | LINEAR            |
| 412016 | 2013 AO127             | 18 de desembre de 2007 | Mount Lemmon         | Mt. Lemmon Survey |
| 412017 | 2013 AQ169             | 24 d'abril de 2003     | Kitt Peak            | Spacewatch        |
| 412018 | 2013 BQ20              | 2 de febrer de 2000    | Socorro              | LINEAR            |
| 412019 | 2013 BX39              | 25 de desembre de 2005 | Mount Lemmon         | Mt. Lemmon Survey |
| 412020 | 2013 CT9               | 8 de març de 2009      | Mount Lemmon         | Mt. Lemmon Survey |
| 412021 | 2013 CR17              | 23 de gener de 2006    | Kitt Peak            | Spacewatch        |
| 412022 | 2013 CD22              | 27 de febrer de 2008   | Mount Lemmon         | Mt. Lemmon Survey |
| 412023 | 2013 CE33              | 28 de gener de 2009    | Catalina             | CSS               |
| 412024 | 2013 CX35              | 31 de març de 2008     | Catalina             | CSS               |
| 412025 | 2013 CE37              | 7 de gener de 2006     | Kitt Peak            | Spacewatch        |
| 412026 | 2013 CO37              | 28 d'octubre de 2008   | Mount Lemmon         | Mt. Lemmon Survey |
| 412027 | 2013 CU64              | 31 de gener de 2006    | Mount Lemmon         | Mt. Lemmon Survey |
| 412028 | 2013 CP79              | 5 de gener de 2000     | Kitt Peak            | Spacewatch        |
| 412029 | 2013 CK84              | 5 de febrer de 2013    | Kitt Peak            | Spacewatch        |
| 412030 | 2013 CK109             | 7 d'abril de 2006      | Anderson Mesa        | LONEOS            |
| 412031 | 2013 CA112             | 26 d'octubre de 2008   | Kitt Peak            | Spacewatch        |
| 412032 | 2013 CJ113             | 27 de gener de 2010    | WISE                 | WISE              |
| 412033 | 2013 CV117             | 7 d'octubre de 2008    | Mount Lemmon         | Mt. Lemmon Survey |
| 412034 | 2013 CX143             | 12 d'abril de 1994     | Kitt Peak            | Spacewatch        |
| 412035 | 2013 CX144             | 20 d'octubre de 2011   | Mount Lemmon         | Mt. Lemmon Survey |
| 412036 | 2013 CO153             | 23 de març de 2006     | Mount Lemmon         | Mt. Lemmon Survey |
| 412037 | 2013 CW163             | 18 de març de 2010     | Kitt Peak            | Spacewatch        |
| 412038 | 2013 CM173             | 24 de novembre de 2011 | Mount Lemmon         | Mt. Lemmon Survey |
| 412039 | 2013 CT173             | 1 d'octubre de 2008    | Kitt Peak            | Spacewatch        |
| 412040 | 2013 CU184             | 24 d'octubre de 2011   | Mount Lemmon         | Mt. Lemmon Survey |
| 412041 | 2013 CK191             | 9 d'octubre de 2007    | Mount Lemmon         | Mt. Lemmon Survey |
| 412042 | 2013 CF202             | 27 de febrer de 2006   | Kitt Peak            | Spacewatch        |
| 412043 | 2013 DK1               | 8 d'abril de 2010      | Kitt Peak            | Spacewatch        |
| 412044 | 2013 DW2               | 14 de juny de 2010     | Mount Lemmon         | Mt. Lemmon Survey |
| 412045 | 2013 DD7               | 23 de març de 2003     | Kitt Peak            | Spacewatch        |
| 412046 | 2013 DX8               | 25 de març de 2010     | Kitt Peak            | Spacewatch        |
| 412047 | 2013 DV11              | 14 de gener de 2010    | Kitt Peak            | Spacewatch        |
| 412048 | 2013 EB3               | 10 d'abril de 2010     | Mount Lemmon         | Mt. Lemmon Survey |
| 412049 | 2013 ES7               | 26 de gener de 2006    | Mount Lemmon         | Mt. Lemmon Survey |
| 412050 | 2013 EW9               | 2 de juny de 2005      | Catalina             | CSS               |
| 412051 | 2013 ED10              | 9 d'octubre de 2007    | Socorro              | LINEAR            |
| 412052 | 2013 EG13              | 12 d'octubre de 2007   | Kitt Peak            | Spacewatch        |
| 412053 | 2013 EH13              | 1 de novembre de 2005  | Mount Lemmon         | Mt. Lemmon Survey |
| 412054 | 2013 EE20              | 1 de febrer de 2005    | Kitt Peak            | Spacewatch        |
| 412055 | 2013 ES21              | 31 de desembre de 2008 | Kitt Peak            | Spacewatch        |
| 412056 | 2013 EE26              | 20 de febrer de 2006   | Kitt Peak            | Spacewatch        |
| 412057 | 2013 EB27              | 28 de setembre de 2003 | Kitt Peak            | Spacewatch        |
| 412058 | 2013 EF31              | 19 de novembre de 2004 | Kitt Peak            | Spacewatch        |
| 412059 | 2013 EF38              | 25 de febrer de 2006   | Kitt Peak            | Spacewatch        |
| 412060 | 2013 EL40              | 25 de març de 2000     | Kitt Peak            | Spacewatch        |
| 412061 | 2013 EV40              | 2 de febrer de 2006    | Mount Lemmon         | Mt. Lemmon Survey |
| 412062 | 2013 EX62              | 6 de maig de 2006      | Mount Lemmon         | Mt. Lemmon Survey |
| 412063 | 2013 ED80              | 21 de març de 2010     | Mount Lemmon         | Mt. Lemmon Survey |
| 412064 | 2013 EJ80              | 28 de setembre de 2011 | Mount Lemmon         | Mt. Lemmon Survey |
| 412065 | 2013 ET86              | 8 de gener de 2006     | Mount Lemmon         | Mt. Lemmon Survey |
| 412066 | 2013 EV90              | 22 d'octubre de 2011   | Kitt Peak            | Spacewatch        |
| 412067 | 2013 EJ92              | 7 de maig de 2010      | WISE                 | WISE              |
| 412068 | 2013 ED102             | 25 de març de 2006     | Kitt Peak            | Spacewatch        |
| 412069 | 2013 EN108             | 16 de gener de 2009    | Kitt Peak            | Spacewatch        |
| 412070 | 2013 EM111             | 16 d'octubre de 2007   | Mount Lemmon         | Mt. Lemmon Survey |
| 412071 | 2013 EG119             | 22 de gener de 2006    | Mount Lemmon         | Mt. Lemmon Survey |
| 412072 | 2013 EX119             | 3 de novembre de 2007  | Kitt Peak            | Spacewatch        |
| 412073 | 2013 EB120             | 20 d'abril de 2006     | Catalina             | CSS               |
| 412074 | 2013 ET120             | 5 de març de 2006      | Kitt Peak            | Spacewatch        |
| 412075 | 2013 EU120             | 29 de maig de 2000     | Prescott             | P. G. Comba       |
| 412076 | 2013 EK121             | 5 d'abril de 2000      | Socorro              | LINEAR            |
| 412077 | 2013 EN122             | 5 de març de 2002      | Kitt Peak            | Spacewatch        |
| 412078 | 2013 EP127             | 4 d'abril de 2010      | Kitt Peak            | Spacewatch        |
| 412079 | 2013 ES127             | 7 de febrer de 2006    | Mount Lemmon         | Mt. Lemmon Survey |
| 412080 | 2013 FA1               | 2 de gener de 2009     | Mount Lemmon         | Mt. Lemmon Survey |
| 412081 | 2013 FF1               | 24 de setembre de 1995 | Kitt Peak            | Spacewatch        |
| 412082 | 2013 FG4               | 12 de setembre de 2007 | Catalina             | CSS               |
| 412083 | 2013 FF13              | 23 d'octubre de 2006   | Mount Lemmon         | Mt. Lemmon Survey |
| 412084 | 2013 FQ15              | 25 d'octubre de 2008   | Kitt Peak            | Spacewatch        |
| 412085 | 2013 FE16              | 7 d'abril de 2006      | Kitt Peak            | Spacewatch        |
| 412086 | 2013 FU16              | 2 de novembre de 2000  | Socorro              | LINEAR            |
| 412087 | 2013 FE17              | 8 de maig de 2006      | Mount Lemmon         | Mt. Lemmon Survey |
| 412088 | 2013 FY17              | 28 de setembre de 2011 | Mount Lemmon         | Mt. Lemmon Survey |
| 412089 | 2013 FV18              | 31 de març de 2013     | Mount Lemmon         | Mt. Lemmon Survey |
| 412090 | 2013 FB19              | 23 de març de 2006     | Mount Lemmon         | Mt. Lemmon Survey |
| 412091 | 2013 FY19              | 7 de novembre de 2007  | Kitt Peak            | Spacewatch        |
| 412092 | 2013 FH20              | 25 de març de 2006     | Kitt Peak            | Spacewatch        |
| 412093 | 2013 FL20              | 15 de gener de 2009    | Kitt Peak            | Spacewatch        |
| 412094 | 2013 FV20              | 29 d'abril de 2006     | Kitt Peak            | Spacewatch        |
| 412095 | 2013 FC21              | 2 de març de 2006      | Kitt Peak            | Spacewatch        |
| 412096 | 2013 FZ21              | 26 d'abril de 2000     | Kitt Peak            | Spacewatch        |
| 412097 | 2013 FF23              | 25 de març de 2006     | Kitt Peak            | Spacewatch        |
| 412098 | 2013 FR23              | 15 d'octubre de 2001   | Kitt Peak            | Spacewatch        |
| 412099 | 2013 FX24              | 28 de febrer de 2009   | Kitt Peak            | Spacewatch        |
| 412100 | 2013 FT25              | 10 de febrer de 2002   | Socorro              | LINEAR            |

## 412101-412200
| Nom    | Designació provisional | Data de descobriment   | Lloc de descobriment | Descobridor/s          |
| ------ | ---------------------- | ---------------------- | -------------------- | ---------------------- |
| 412101 | 2013 FL26              | 12 de novembre de 2010 | Mount Lemmon         | Mt. Lemmon Survey      |
| 412102 | 2013 GD5               | 19 d'octubre de 2006   | Kitt Peak            | Spacewatch             |
| 412103 | 2013 GY5               | 9 d'octubre de 2010    | Mount Lemmon         | Mt. Lemmon Survey      |
| 412104 | 2013 GK6               | 31 de gener de 2009    | Kitt Peak            | Spacewatch             |
| 412105 | 2013 GJ7               | 30 d'octubre de 2011   | Mount Lemmon         | Mt. Lemmon Survey      |
| 412106 | 2013 GE8               | 23 de març de 2009     | XuYi                 | PMO NEO Survey Program |
| 412107 | 2013 GD9               | 13 d'octubre de 1999   | Kitt Peak            | Spacewatch             |
| 412108 | 2013 GB10              | 22 d'abril de 1998     | Kitt Peak            | Spacewatch             |
| 412109 | 2013 GH10              | 24 de març de 2006     | Kitt Peak            | Spacewatch             |
| 412110 | 2013 GY11              | 6 d'octubre de 2004    | Kitt Peak            | Spacewatch             |
| 412111 | 2013 GF15              | 3 de maig de 2006      | Mount Lemmon         | Mt. Lemmon Survey      |
| 412112 | 2013 GD16              | 8 d'abril de 2006      | Kitt Peak            | Spacewatch             |
| 412113 | 2013 GC18              | 30 d'octubre de 2010   | Mount Lemmon         | Mt. Lemmon Survey      |
| 412114 | 2013 GL19              | 9 de febrer de 2002    | Kitt Peak            | Spacewatch             |
| 412115 | 2013 GF20              | 10 de febrer de 2008   | Mount Lemmon         | Mt. Lemmon Survey      |
| 412116 | 2013 GK20              | 9 de febrer de 2005    | Mount Lemmon         | Mt. Lemmon Survey      |
| 412117 | 2013 GB21              | 2 d'abril de 2006      | Kitt Peak            | Spacewatch             |
| 412118 | 2013 GS25              | 16 de desembre de 2006 | Kitt Peak            | Spacewatch             |
| 412119 | 2013 GU25              | 20 de maig de 2010     | WISE                 | WISE                   |
| 412120 | 2013 GW25              | 17 d'abril de 2009     | Mount Lemmon         | Mt. Lemmon Survey      |
| 412121 | 2013 GO30              | 8 d'abril de 2002      | Kitt Peak            | Spacewatch             |
| 412122 | 2013 GQ30              | 31 de març de 2013     | Mount Lemmon         | Mt. Lemmon Survey      |
| 412123 | 2013 GO35              | 29 de març de 2000     | Kitt Peak            | Spacewatch             |
| 412124 | 2013 GF37              | 13 de març de 2013     | Catalina             | CSS                    |
| 412125 | 2013 GU39              | 2 de gener de 2009     | Kitt Peak            | Spacewatch             |
| 412126 | 2013 GA42              | 30 d'abril de 2006     | Catalina             | CSS                    |
| 412127 | 2013 GQ42              | 21 de març de 2009     | Kitt Peak            | Spacewatch             |
| 412128 | 2013 GY42              | 19 de setembre de 1995 | Kitt Peak            | Spacewatch             |
| 412129 | 2013 GS45              | 2 d'abril de 2005      | Kitt Peak            | Spacewatch             |
| 412130 | 2013 GY45              | 2 de desembre de 2004  | Socorro              | LINEAR                 |
| 412131 | 2013 GS46              | 7 de maig de 2006      | Mount Lemmon         | Mt. Lemmon Survey      |
| 412132 | 2013 GD47              | 13 de maig de 2009     | Kitt Peak            | Spacewatch             |
| 412133 | 2013 GP49              | 18 de novembre de 2011 | Mount Lemmon         | Mt. Lemmon Survey      |
| 412134 | 2013 GV49              | 16 de març de 2002     | Socorro              | LINEAR                 |
| 412135 | 2013 GW50              | 21 d'octubre de 2003   | Kitt Peak            | Spacewatch             |
| 412136 | 2013 GE51              | 10 de setembre de 2007 | Kitt Peak            | Spacewatch             |
| 412137 | 2013 GX51              | 26 d'abril de 2009     | Siding Spring        | Siding Spring Survey   |
| 412138 | 2013 GG52              | 25 de setembre de 2006 | Catalina             | CSS                    |
| 412139 | 2013 GB53              | 29 de desembre de 2011 | Mount Lemmon         | Mt. Lemmon Survey      |
| 412140 | 2013 GO53              | 16 de febrer de 2001   | Kitt Peak            | Spacewatch             |
| 412141 | 2013 GH55              | 26 de setembre de 2006 | Mount Lemmon         | Mt. Lemmon Survey      |
| 412142 | 2013 GD58              | 24 de setembre de 2000 | Socorro              | LINEAR                 |
| 412143 | 2013 GN60              | 3 d'octubre de 2006    | Mount Lemmon         | Mt. Lemmon Survey      |
| 412144 | 2013 GF63              | 16 de gener de 2008    | Kitt Peak            | Spacewatch             |
| 412145 | 2013 GV63              | 13 de desembre de 1999 | Kitt Peak            | Spacewatch             |
| 412146 | 2013 GA66              | 7 de maig de 2008      | Mount Lemmon         | Mt. Lemmon Survey      |
| 412147 | 2013 GX67              | 5 de desembre de 2007  | Kitt Peak            | Spacewatch             |
| 412148 | 2013 GH70              | 12 de març de 2007     | Kitt Peak            | Spacewatch             |
| 412149 | 2013 GE71              | 19 de desembre de 2004 | Mount Lemmon         | Mt. Lemmon Survey      |
| 412150 | 2013 GF71              | 12 d'abril de 2002     | Socorro              | LINEAR                 |
| 412151 | 2013 GK71              | 7 de febrer de 2008    | Catalina             | CSS                    |
| 412152 | 2013 GK72              | 27 de setembre de 2006 | Kitt Peak            | Spacewatch             |
| 412153 | 2013 GV72              | 13 de maig de 2005     | Kitt Peak            | Spacewatch             |
| 412154 | 2013 GG73              | 23 de març de 2006     | Catalina             | CSS                    |
| 412155 | 2013 GU74              | 20 de setembre de 2003 | Kitt Peak            | Spacewatch             |
| 412156 | 2013 GP79              | 14 de març de 1999     | Kitt Peak            | Spacewatch             |
| 412157 | 2013 GH80              | 14 d'abril de 2005     | Kitt Peak            | Spacewatch             |
| 412158 | 2013 GC81              | 2 d'octubre de 2006    | Kitt Peak            | Spacewatch             |
| 412159 | 2013 GH82              | 3 de gener de 2009     | Mount Lemmon         | Mt. Lemmon Survey      |
| 412160 | 2013 GM82              | 26 de març de 2006     | Anderson Mesa        | LONEOS                 |
| 412161 | 2013 GA83              | 31 de gener de 2006    | Mount Lemmon         | Mt. Lemmon Survey      |
| 412162 | 2013 GA84              | 31 de desembre de 2008 | Kitt Peak            | Spacewatch             |
| 412163 | 2013 GB84              | 24 de març de 2006     | Mount Lemmon         | Mt. Lemmon Survey      |
| 412164 | 2013 GO85              | 17 de març de 2005     | Mount Lemmon         | Mt. Lemmon Survey      |
| 412165 | 2013 GP85              | 6 de març de 2008      | Mount Lemmon         | Mt. Lemmon Survey      |
| 412166 | 2013 GR87              | 28 de febrer de 2006   | Catalina             | CSS                    |
| 412167 | 2013 GW87              | 19 de juliol de 2009   | Siding Spring        | Siding Spring Survey   |
| 412168 | 2013 GW89              | 29 d'abril de 2008     | Mount Lemmon         | Mt. Lemmon Survey      |
| 412169 | 2013 GX89              | 24 de setembre de 1995 | Kitt Peak            | Spacewatch             |
| 412170 | 2013 GR91              | 9 de febrer de 2005    | Kitt Peak            | Spacewatch             |
| 412171 | 2013 GF92              | 9 de març de 1999      | Kitt Peak            | Spacewatch             |
| 412172 | 2013 GY92              | 17 de febrer de 2010   | Catalina             | CSS                    |
| 412173 | 2013 GS93              | 17 de setembre de 2010 | Mount Lemmon         | Mt. Lemmon Survey      |
| 412174 | 2013 GV93              | 8 d'abril de 2002      | Kitt Peak            | Spacewatch             |
| 412175 | 2013 GE94              | 6 de gener de 2006     | Mount Lemmon         | Mt. Lemmon Survey      |
| 412176 | 2013 GL94              | 4 d'abril de 2005      | Catalina             | CSS                    |
| 412177 | 2013 GO94              | 5 d'abril de 2000      | Kitt Peak            | Spacewatch             |
| 412178 | 2013 GW94              | 25 de març de 2006     | Kitt Peak            | Spacewatch             |
| 412179 | 2013 GL95              | 7 d'octubre de 2004    | Kitt Peak            | Spacewatch             |
| 412180 | 2013 GD96              | 19 de febrer de 2009   | Kitt Peak            | Spacewatch             |
| 412181 | 2013 GO96              | 16 de maig de 2010     | WISE                 | WISE                   |
| 412182 | 2013 GZ96              | 27 de febrer de 2006   | Kitt Peak            | Spacewatch             |
| 412183 | 2013 GG97              | 26 de desembre de 2005 | Mount Lemmon         | Mt. Lemmon Survey      |
| 412184 | 2013 GS97              | 25 de setembre de 2006 | Kitt Peak            | Spacewatch             |
| 412185 | 2013 GU97              | 2 d'octubre de 2003    | Kitt Peak            | Spacewatch             |
| 412186 | 2013 GD98              | 11 de maig de 2005     | Mount Lemmon         | Mt. Lemmon Survey      |
| 412187 | 2013 GT99              | 24 de setembre de 2006 | Kitt Peak            | Spacewatch             |
| 412188 | 2013 GV99              | 26 d'abril de 2006     | Catalina             | CSS                    |
| 412189 | 2013 GR100             | 14 de setembre de 2007 | Catalina             | CSS                    |
| 412190 | 2013 GS100             | 31 de desembre de 2008 | Mount Lemmon         | Mt. Lemmon Survey      |
| 412191 | 2013 GT100             | 12 d'octubre de 2007   | Mount Lemmon         | Mt. Lemmon Survey      |
| 412192 | 2013 GV100             | 23 de setembre de 2004 | Kitt Peak            | Spacewatch             |
| 412193 | 2013 GB101             | 10 de febrer de 2008   | Kitt Peak            | Spacewatch             |
| 412194 | 2013 GL101             | 12 de novembre de 2010 | Kitt Peak            | Spacewatch             |
| 412195 | 2013 GM101             | 11 de setembre de 2010 | Catalina             | CSS                    |
| 412196 | 2013 GP101             | 17 de novembre de 2011 | Kitt Peak            | Spacewatch             |
| 412197 | 2013 GV101             | 20 de maig de 2005     | Mount Lemmon         | Mt. Lemmon Survey      |
| 412198 | 2013 GW101             | 10 de desembre de 2010 | Kitt Peak            | Spacewatch             |
| 412199 | 2013 GC102             | 11 d'octubre de 2007   | Kitt Peak            | Spacewatch             |
| 412200 | 2013 GW103             | 4 de febrer de 2005    | Kitt Peak            | Spacewatch             |

## 412201-412300
| Nom    | Designació provisional | Data de descobriment   | Lloc de descobriment | Descobridor/s        |
| ------ | ---------------------- | ---------------------- | -------------------- | -------------------- |
| 412201 | 2013 GQ104             | 3 d'octubre de 2008    | Mount Lemmon         | Mt. Lemmon Survey    |
| 412202 | 2013 GE105             | 9 d'abril de 2006      | Mount Lemmon         | Mt. Lemmon Survey    |
| 412203 | 2013 GH106             | 4 de febrer de 2005    | Mount Lemmon         | Mt. Lemmon Survey    |
| 412204 | 2013 GJ106             | 29 d'abril de 2000     | Socorro              | LINEAR               |
| 412205 | 2013 GU107             | 26 de maig de 2009     | Catalina             | CSS                  |
| 412206 | 2013 GV107             | 5 d'abril de 2000      | Anderson Mesa        | LONEOS               |
| 412207 | 2013 GP108             | 27 d'abril de 2009     | Mount Lemmon         | Mt. Lemmon Survey    |
| 412208 | 2013 GJ110             | 8 d'octubre de 2007    | Mount Lemmon         | Mt. Lemmon Survey    |
| 412209 | 2013 GP110             | 5 de setembre de 2007  | Mount Lemmon         | Mt. Lemmon Survey    |
| 412210 | 2013 GD111             | 12 d'octubre de 2007   | Kitt Peak            | Spacewatch           |
| 412211 | 2013 GM112             | 19 de gener de 2004    | Kitt Peak            | Spacewatch           |
| 412212 | 2013 GU112             | 15 de març de 2004     | Kitt Peak            | Spacewatch           |
| 412213 | 2013 GD113             | 22 de desembre de 2008 | Mount Lemmon         | Mt. Lemmon Survey    |
| 412214 | 2013 GK113             | 10 de novembre de 2010 | Mount Lemmon         | Mt. Lemmon Survey    |
| 412215 | 2013 GD114             | 16 de novembre de 2006 | Kitt Peak            | Spacewatch           |
| 412216 | 2013 GJ114             | 24 d'octubre de 2003   | Kitt Peak            | Spacewatch           |
| 412217 | 2013 GL114             | 10 de setembre de 2010 | Mount Lemmon         | Mt. Lemmon Survey    |
| 412218 | 2013 GM114             | 2 de febrer de 2005    | Kitt Peak            | Spacewatch           |
| 412219 | 2013 GP115             | 18 de maig de 2010     | WISE                 | WISE                 |
| 412220 | 2013 GL116             | 10 d'octubre de 2010   | Mount Lemmon         | Mt. Lemmon Survey    |
| 412221 | 2013 GT121             | 10 de març de 2002     | Cima Ekar            | ADAS                 |
| 412222 | 2013 GE125             | 4 de gener de 2012     | Mount Lemmon         | Mt. Lemmon Survey    |
| 412223 | 2013 GB128             | 19 de març de 2009     | Mount Lemmon         | Mt. Lemmon Survey    |
| 412224 | 2013 GR134             | 3 de desembre de 2008  | Kitt Peak            | Spacewatch           |
| 412225 | 2013 GZ135             | 2 d'octubre de 2006    | Mount Lemmon         | Mt. Lemmon Survey    |
| 412226 | 2013 GB136             | 9 de novembre de 2007  | Kitt Peak            | Spacewatch           |
| 412227 | 2013 HC1               | 11 de desembre de 2001 | Socorro              | LINEAR               |
| 412228 | 2013 HH3               | 29 de febrer de 2000   | Socorro              | LINEAR               |
| 412229 | 2013 HY3               | 7 d'abril de 2006      | Catalina             | CSS                  |
| 412230 | 2013 HA5               | 29 de gener de 2009    | Mount Lemmon         | Mt. Lemmon Survey    |
| 412231 | 2013 HM9               | 4 de desembre de 2007  | Kitt Peak            | Spacewatch           |
| 412232 | 2013 HV12              | 1 de febrer de 2009    | Kitt Peak            | Spacewatch           |
| 412233 | 2013 HY12              | 24 de març de 2006     | Catalina             | CSS                  |
| 412234 | 2013 HT13              | 30 de gener de 2012    | Mount Lemmon         | Mt. Lemmon Survey    |
| 412235 | 2013 HQ15              | 2 d'abril de 2006      | Catalina             | CSS                  |
| 412236 | 2013 HA17              | 1 de gener de 2012     | Mount Lemmon         | Mt. Lemmon Survey    |
| 412237 | 2013 HO19              | 1 de març de 2009      | Mount Lemmon         | Mt. Lemmon Survey    |
| 412238 | 2013 HZ19              | 29 de maig de 2009     | Catalina             | CSS                  |
| 412239 | 2013 HS20              | 17 de gener de 2008    | Mount Lemmon         | Mt. Lemmon Survey    |
| 412240 | 2013 HU21              | 14 de març de 2007     | Mount Lemmon         | Mt. Lemmon Survey    |
| 412241 | 2013 HY23              | 15 de novembre de 2006 | Catalina             | CSS                  |
| 412242 | 2013 HE24              | 1 d'agost de 2005      | Siding Spring        | Siding Spring Survey |
| 412243 | 2013 HA27              | 25 de març de 2006     | Kitt Peak            | Spacewatch           |
| 412244 | 2013 HC27              | 2 d'octubre de 2006    | Kitt Peak            | Spacewatch           |
| 412245 | 2013 HG27              | 3 de maig de 2008      | Mount Lemmon         | Mt. Lemmon Survey    |
| 412246 | 2013 HF28              | 22 de novembre de 2006 | Mount Lemmon         | Mt. Lemmon Survey    |
| 412247 | 2013 HL31              | 30 de desembre de 2007 | Kitt Peak            | Spacewatch           |
| 412248 | 2013 HT31              | 1 d'octubre de 2003    | Kitt Peak            | Spacewatch           |
| 412249 | 2013 HF33              | 21 d'octubre de 2011   | Kitt Peak            | Spacewatch           |
| 412250 | 2013 HF35              | 8 d'octubre de 2010    | Kitt Peak            | Spacewatch           |
| 412251 | 2013 HP41              | 13 d'octubre de 2010   | Kitt Peak            | Spacewatch           |
| 412252 | 2013 HJ46              | 28 de gener de 2006    | Mount Lemmon         | Mt. Lemmon Survey    |
| 412253 | 2013 HX51              | 29 de setembre de 2005 | Mount Lemmon         | Mt. Lemmon Survey    |
| 412254 | 2013 HY57              | 1 d'octubre de 2003    | Kitt Peak            | Spacewatch           |
| 412255 | 2013 HZ58              | 28 de febrer de 2008   | Kitt Peak            | Spacewatch           |
| 412256 | 2013 HK82              | 13 d'octubre de 2001   | Kitt Peak            | Spacewatch           |
| 412257 | 2013 HZ84              | 29 d'abril de 2009     | Mount Lemmon         | Mt. Lemmon Survey    |
| 412258 | 2013 HC103             | 15 de novembre de 2006 | Kitt Peak            | Spacewatch           |
| 412259 | 2013 HF103             | 26 de setembre de 2005 | Kitt Peak            | Spacewatch           |
| 412260 | 2013 HK103             | 24 d'octubre de 1995   | Kitt Peak            | Spacewatch           |
| 412261 | 2013 HB107             | 27 d'abril de 2009     | Mount Lemmon         | Mt. Lemmon Survey    |
| 412262 | 2013 HY107             | 1 d'octubre de 2003    | Kitt Peak            | Spacewatch           |
| 412263 | 2013 HA110             | 29 de setembre de 2003 | Kitt Peak            | Spacewatch           |
| 412264 | 2013 HL112             | 11 de setembre de 2007 | Kitt Peak            | Spacewatch           |
| 412265 | 2013 HY113             | 8 d'abril de 2002      | Kitt Peak            | Spacewatch           |
| 412266 | 2013 HT119             | 26 de setembre de 2006 | Kitt Peak            | Spacewatch           |
| 412267 | 2013 HV128             | 22 de setembre de 2003 | Kitt Peak            | Spacewatch           |
| 412268 | 2013 HG133             | 22 d'octubre de 2005   | Kitt Peak            | Spacewatch           |
| 412269 | 2013 JN1               | 29 d'octubre de 2010   | Mount Lemmon         | Mt. Lemmon Survey    |
| 412270 | 2013 JL2               | 29 de setembre de 2005 | Mount Lemmon         | Mt. Lemmon Survey    |
| 412271 | 2013 JQ3               | 30 de novembre de 2008 | Kitt Peak            | Spacewatch           |
| 412272 | 2013 JU3               | 13 de març de 2008     | Catalina             | CSS                  |
| 412273 | 2013 JY4               | 3 de març de 2006      | Mount Lemmon         | Mt. Lemmon Survey    |
| 412274 | 2013 JT5               | 22 d'octubre de 2009   | Mount Lemmon         | Mt. Lemmon Survey    |
| 412275 | 2013 JF6               | 9 de maig de 2004      | Kitt Peak            | Spacewatch           |
| 412276 | 2013 JK6               | 4 de gener de 2012     | Mount Lemmon         | Mt. Lemmon Survey    |
| 412277 | 2013 JL6               | 13 de maig de 2004     | Kitt Peak            | Spacewatch           |
| 412278 | 2013 JS8               | 19 d'octubre de 2006   | Kitt Peak            | Spacewatch           |
| 412279 | 2013 JN10              | 30 de setembre de 2006 | Mount Lemmon         | Mt. Lemmon Survey    |
| 412280 | 2013 JL11              | 29 de març de 2009     | Kitt Peak            | Spacewatch           |
| 412281 | 2013 JP11              | 7 d'abril de 2005      | Mount Lemmon         | Mt. Lemmon Survey    |
| 412282 | 2013 JH13              | 24 de maig de 2006     | Mount Lemmon         | Mt. Lemmon Survey    |
| 412283 | 2013 JF14              | 29 de gener de 2012    | Kitt Peak            | Spacewatch           |
| 412284 | 2013 JW15              | 13 de novembre de 2007 | Mount Lemmon         | Mt. Lemmon Survey    |
| 412285 | 2013 JT18              | 14 de març de 2007     | Mount Lemmon         | Mt. Lemmon Survey    |
| 412286 | 2013 JZ20              | 9 de novembre de 2007  | Mount Lemmon         | Mt. Lemmon Survey    |
| 412287 | 2013 JN21              | 11 de febrer de 2008   | Kitt Peak            | Spacewatch           |
| 412288 | 2013 JW22              | 28 de febrer de 2006   | Catalina             | CSS                  |
| 412289 | 2013 JC24              | 28 d'abril de 2000     | Kitt Peak            | Spacewatch           |
| 412290 | 2013 JD28              | 2 d'octubre de 2006    | Mount Lemmon         | Mt. Lemmon Survey    |
| 412291 | 2013 JD30              | 7 d'abril de 2013      | Kitt Peak            | Spacewatch           |
| 412292 | 2013 JR35              | 16 de maig de 2004     | Siding Spring        | Siding Spring Survey |
| 412293 | 2013 JW36              | 26 de desembre de 2006 | Kitt Peak            | Spacewatch           |
| 412294 | 2013 JP39              | 2 de novembre de 1999  | Kitt Peak            | Spacewatch           |
| 412295 | 2013 JV39              | 6 de maig de 2002      | Kitt Peak            | Spacewatch           |
| 412296 | 2013 JS40              | 15 de desembre de 2006 | Kitt Peak            | Spacewatch           |
| 412297 | 2013 JY42              | 22 de febrer de 2006   | Anderson Mesa        | LONEOS               |
| 412298 | 2013 JC43              | 2 de novembre de 2007  | Mount Lemmon         | Mt. Lemmon Survey    |
| 412299 | 2013 JT44              | 23 de març de 2006     | Kitt Peak            | Spacewatch           |
| 412300 | 2013 JJ46              | 25 de febrer de 2012   | Mount Lemmon         | Mt. Lemmon Survey    |

## 412301-412400
| Nom    | Designació provisional | Data de descobriment   | Lloc de descobriment | Descobridor/s        |
| ------ | ---------------------- | ---------------------- | -------------------- | -------------------- |
| 412301 | 2013 JE47              | 22 de febrer de 2004   | Kitt Peak            | Spacewatch           |
| 412302 | 2013 JL48              | 31 d'agost de 2009     | Siding Spring        | Siding Spring Survey |
| 412303 | 2013 JX48              | 18 de juliol de 2006   | Siding Spring        | Siding Spring Survey |
| 412304 | 2013 JN49              | 25 d'abril de 2006     | Mount Lemmon         | Mt. Lemmon Survey    |
| 412305 | 2013 JU49              | 10 de març de 2008     | Mount Lemmon         | Mt. Lemmon Survey    |
| 412306 | 2013 JB51              | 14 de maig de 2008     | Mount Lemmon         | Mt. Lemmon Survey    |
| 412307 | 2013 JX52              | 20 de setembre de 2001 | Socorro              | LINEAR               |
| 412308 | 2013 JV55              | 22 de maig de 2003     | Kitt Peak            | Spacewatch           |
| 412309 | 2013 JK57              | 3 de desembre de 2010  | Mount Lemmon         | Mt. Lemmon Survey    |
| 412310 | 2013 JF58              | 12 d'abril de 2002     | Socorro              | LINEAR               |
| 412311 | 2013 JR58              | 17 de març de 2009     | Kitt Peak            | Spacewatch           |
| 412312 | 2013 JJ61              | 16 de març de 2009     | Kitt Peak            | Spacewatch           |
| 412313 | 2013 JT61              | 16 de setembre de 2009 | Catalina             | CSS                  |
| 412314 | 2013 JW61              | 2 d'abril de 2009      | Mount Lemmon         | Mt. Lemmon Survey    |
| 412315 | 2013 JD62              | 2 de novembre de 2010  | Mount Lemmon         | Mt. Lemmon Survey    |
| 412316 | 2013 JG62              | 20 de novembre de 2003 | Kitt Peak            | Spacewatch           |
| 412317 | 2013 JK62              | 25 de desembre de 2005 | Kitt Peak            | Spacewatch           |
| 412318 | 2013 JO62              | 16 de maig de 2009     | Mount Lemmon         | Mt. Lemmon Survey    |
| 412319 | 2013 JT63              | 28 de maig de 2010     | WISE                 | WISE                 |
| 412320 | 2013 KE                | 25 de desembre de 2005 | Kitt Peak            | Spacewatch           |
| 412321 | 2013 KF2               | 23 de gener de 2006    | Kitt Peak            | Spacewatch           |
| 412322 | 2013 KK4               | 24 de novembre de 2008 | Mount Lemmon         | Mt. Lemmon Survey    |
| 412323 | 2013 KN5               | 20 d'octubre de 2006   | Kitt Peak            | Spacewatch           |
| 412324 | 2013 KD6               | 2 d'octubre de 2006    | Mount Lemmon         | Mt. Lemmon Survey    |
| 412325 | 2013 KE6               | 4 de desembre de 2005  | Kitt Peak            | Spacewatch           |
| 412326 | 2013 KT8               | 11 de setembre de 2001 | Kitt Peak            | Spacewatch           |
| 412327 | 2013 KO11              | 14 de setembre de 2009 | Kitt Peak            | Spacewatch           |
| 412328 | 2013 KH13              | 30 de setembre de 2006 | Mount Lemmon         | Mt. Lemmon Survey    |
| 412329 | 2013 KT13              | 3 d'abril de 2008      | Kitt Peak            | Spacewatch           |
| 412330 | 2013 KX13              | 1 de juny de 2009      | Catalina             | CSS                  |
| 412331 | 2013 KM14              | 3 d'octubre de 2006    | Mount Lemmon         | Mt. Lemmon Survey    |
| 412332 | 2013 KR17              | 22 de març de 2004     | Socorro              | LINEAR               |
| 412333 | 2013 KE18              | 23 de novembre de 1997 | Kitt Peak            | Spacewatch           |
| 412334 | 2013 KF18              | 10 d'agost de 2010     | Kitt Peak            | Spacewatch           |
| 412335 | 2013 KH18              | 3 d'octubre de 2006    | Mount Lemmon         | Mt. Lemmon Survey    |
| 412336 | 2013 LH                | 10 de març de 2007     | Mount Lemmon         | Mt. Lemmon Survey    |
| 412337 | 2013 LS1               | 17 de novembre de 2006 | Mount Lemmon         | Mt. Lemmon Survey    |
| 412338 | 2013 LQ2               | 19 d'octubre de 2003   | Kitt Peak            | Spacewatch           |
| 412339 | 2013 LP3               | 13 d'octubre de 2006   | Kitt Peak            | Spacewatch           |
| 412340 | 2013 LV3               | 22 de febrer de 2001   | Kitt Peak            | Spacewatch           |
| 412341 | 2013 LX3               | 8 d'octubre de 2005    | Kitt Peak            | Spacewatch           |
| 412342 | 2013 LB5               | 23 d'octubre de 2006   | Mount Lemmon         | Mt. Lemmon Survey    |
| 412343 | 2013 LL5               | 10 de novembre de 2006 | Kitt Peak            | Spacewatch           |
| 412344 | 2013 LZ7               | 3 de juny de 2009      | Mount Lemmon         | Mt. Lemmon Survey    |
| 412345 | 2013 LL8               | 14 de desembre de 2010 | Mount Lemmon         | Mt. Lemmon Survey    |
| 412346 | 2013 LN8               | 15 de desembre de 2007 | Kitt Peak            | Spacewatch           |
| 412347 | 2013 LR8               | 25 de setembre de 2005 | Catalina             | CSS                  |
| 412348 | 2013 LV9               | 17 d'octubre de 2009   | Mount Lemmon         | Mt. Lemmon Survey    |
| 412349 | 2013 LD10              | 23 de novembre de 2006 | Kitt Peak            | Spacewatch           |
| 412350 | 2013 LF11              | 8 d'octubre de 2004    | Kitt Peak            | Spacewatch           |
| 412351 | 2013 LO11              | 18 de març de 2007     | Kitt Peak            | Spacewatch           |
| 412352 | 2013 LH14              | 31 de març de 2008     | Kitt Peak            | Spacewatch           |
| 412353 | 2013 LF15              | 19 d'octubre de 2010   | Mount Lemmon         | Mt. Lemmon Survey    |
| 412354 | 2013 LP15              | 9 d'octubre de 2007    | Mount Lemmon         | Mt. Lemmon Survey    |
| 412355 | 2013 LT15              | 5 d'octubre de 2003    | Kitt Peak            | Spacewatch           |
| 412356 | 2013 LV15              | 12 de maig de 2013     | Mount Lemmon         | Mt. Lemmon Survey    |
| 412357 | 2013 LV19              | 8 de novembre de 2009  | Mount Lemmon         | Mt. Lemmon Survey    |
| 412358 | 2013 LF20              | 21 d'abril de 2004     | Kitt Peak            | Spacewatch           |
| 412359 | 2013 LN20              | 27 d'abril de 2000     | Socorro              | LINEAR               |
| 412360 | 2013 LZ20              | 20 d'octubre de 2006   | Mount Lemmon         | Mt. Lemmon Survey    |
| 412361 | 2013 LH21              | 10 de novembre de 2009 | Kitt Peak            | Spacewatch           |
| 412362 | 2013 LT23              | 25 de setembre de 2005 | Kitt Peak            | Spacewatch           |
| 412363 | 2013 LH26              | 4 d'abril de 2008      | Kitt Peak            | Spacewatch           |
| 412364 | 2013 LO26              | 7 de setembre de 2004  | Kitt Peak            | Spacewatch           |
| 412365 | 2013 LQ29              | 30 de setembre de 2010 | Mount Lemmon         | Mt. Lemmon Survey    |
| 412366 | 2013 MZ1               | 15 de maig de 1996     | Kitt Peak            | Spacewatch           |
| 412367 | 2013 MF6               | 27 de setembre de 2006 | Mount Lemmon         | Mt. Lemmon Survey    |
| 412368 | 2013 MZ10              | 14 de desembre de 2004 | Kitt Peak            | Spacewatch           |
| 412369 | 2013 MK11              | 13 de juny de 2007     | Kitt Peak            | Spacewatch           |
| 412370 | 2013 NY6               | 15 de desembre de 2001 | Socorro              | LINEAR               |
| 412371 | 2013 NC13              | 20 d'agost de 2008     | Kitt Peak            | Spacewatch           |
| 412372 | 2013 NO19              | 1 d'abril de 2012      | Mount Lemmon         | Mt. Lemmon Survey    |
| 412373 | 2013 ND21              | 15 de desembre de 2009 | Mount Lemmon         | Mt. Lemmon Survey    |
| 412374 | 2013 NY21              | 23 d'octubre de 2009   | Mount Lemmon         | Mt. Lemmon Survey    |
| 412375 | 2013 OO                | 16 de setembre de 2009 | Kitt Peak            | Spacewatch           |
| 412376 | 2013 OP10              | 3 d'octubre de 1997    | Caussols             | ODAS                 |
| 412377 | 2013 OD11              | 28 de setembre de 2008 | Catalina             | CSS                  |
| 412378 | 2013 PA26              | 22 de desembre de 2005 | Catalina             | CSS                  |
| 412379 | 2013 PL33              | 27 d'octubre de 2008   | Catalina             | CSS                  |
| 412380 | 2013 PD43              | 21 de juliol de 2006   | Mount Lemmon         | Mt. Lemmon Survey    |
| 412381 | 2013 PN58              | 26 de maig de 2007     | Mount Lemmon         | Mt. Lemmon Survey    |
| 412382 | 2013 PJ62              | 3 de novembre de 2010  | Mount Lemmon         | Mt. Lemmon Survey    |
| 412383 | 2013 PB69              | 26 d'octubre de 2008   | Mount Lemmon         | Mt. Lemmon Survey    |
| 412384 | 2013 QK22              | 28 de gener de 2011    | Kitt Peak            | Spacewatch           |
| 412385 | 2013 QE47              | 23 de setembre de 2008 | Mount Lemmon         | Mt. Lemmon Survey    |
| 412386 | 2013 QK56              | 28 de febrer de 2008   | Kitt Peak            | Spacewatch           |
| 412387 | 2013 QB59              | 27 de desembre de 2005 | Kitt Peak            | Spacewatch           |
| 412388 | 2013 QR76              | 13 de gener de 2005    | Kitt Peak            | Spacewatch           |
| 412389 | 2013 QG82              | 13 de desembre de 2010 | Mount Lemmon         | Mt. Lemmon Survey    |
| 412390 | 2013 RG57              | 31 d'agost de 2005     | Kitt Peak            | Spacewatch           |
| 412391 | 2013 RM78              | 4 de maig de 2006      | Siding Spring        | Siding Spring Survey |
| 412392 | 2013 RV85              | 22 de febrer de 2006   | Kitt Peak            | Spacewatch           |
| 412393 | 2013 SS58              | 15 de gener de 2004    | Kitt Peak            | Spacewatch           |
| 412394 | 2013 TZ46              | 29 d'abril de 2008     | Mount Lemmon         | Mt. Lemmon Survey    |
| 412395 | 2013 TX127             | 8 de març de 2008      | Kitt Peak            | Spacewatch           |
| 412396 | 2013 TO155             | 6 de març de 2006      | Kitt Peak            | Spacewatch           |
| 412397 | 2014 AJ42              | 16 de desembre de 1999 | Kitt Peak            | Spacewatch           |
| 412398 | 2014 BG23              | 19 de setembre de 2003 | Kitt Peak            | Spacewatch           |
| 412399 | 2014 BL29              | 24 de novembre de 2009 | Mount Lemmon         | Mt. Lemmon Survey    |
| 412400 | 2014 BO37              | 2 de febrer de 2005    | Catalina             | CSS                  |

## 412401-412500
| Nom    | Designació provisional | Data de descobriment   | Lloc de descobriment | Descobridor/s        |
| ------ | ---------------------- | ---------------------- | -------------------- | -------------------- |
| 412401 | 2014 BX37              | 13 de setembre de 2007 | Catalina             | CSS                  |
| 412402 | 2014 BF39              | 9 d'octubre de 2008    | Mount Lemmon         | Mt. Lemmon Survey    |
| 412403 | 2014 BE47              | 5 de juliol de 2005    | Mount Lemmon         | Mt. Lemmon Survey    |
| 412404 | 2014 BG57              | 15 d'octubre de 2007   | Mount Lemmon         | Mt. Lemmon Survey    |
| 412405 | 2014 BQ62              | 26 de gener de 2006    | Mount Lemmon         | Mt. Lemmon Survey    |
| 412406 | 2014 CU17              | 13 de març de 2003     | Kitt Peak            | Spacewatch           |
| 412407 | 2014 CY17              | 17 de febrer de 2007   | Mount Lemmon         | Mt. Lemmon Survey    |
| 412408 | 2014 CD18              | 12 de juliol de 2005   | Mount Lemmon         | Mt. Lemmon Survey    |
| 412409 | 2014 CN18              | 8 de març de 2005      | Anderson Mesa        | LONEOS               |
| 412410 | 2014 CV22              | 19 de febrer de 2010   | Mount Lemmon         | Mt. Lemmon Survey    |
| 412411 | 2014 CW22              | 8 de març de 2005      | Mount Lemmon         | Mt. Lemmon Survey    |
| 412412 | 2014 DT6               | 29 de setembre de 2005 | Mount Lemmon         | Mt. Lemmon Survey    |
| 412413 | 2014 DE21              | 20 de setembre de 1995 | Kitt Peak            | Spacewatch           |
| 412414 | 2014 DB24              | 4 de setembre de 1999  | Anderson Mesa        | LONEOS               |
| 412415 | 2014 DH60              | 23 de setembre de 2008 | Mount Lemmon         | Mt. Lemmon Survey    |
| 412416 | 2014 DU68              | 7 de febrer de 2008    | Mount Lemmon         | Mt. Lemmon Survey    |
| 412417 | 2014 DV82              | 3 de novembre de 2005  | Mount Lemmon         | Mt. Lemmon Survey    |
| 412418 | 2014 DF84              | 28 de gener de 2007    | Mount Lemmon         | Mt. Lemmon Survey    |
| 412419 | 2014 DZ94              | 6 de juny de 2010      | Kitt Peak            | Spacewatch           |
| 412420 | 2014 DV97              | 8 d'octubre de 2008    | Kitt Peak            | Spacewatch           |
| 412421 | 2014 DD118             | 4 d'octubre de 2006    | Mount Lemmon         | Mt. Lemmon Survey    |
| 412422 | 2014 DJ130             | 2 de novembre de 2008  | Kitt Peak            | Spacewatch           |
| 412423 | 2014 DU130             | 30 de novembre de 1995 | Kitt Peak            | Spacewatch           |
| 412424 | 2014 DK139             | 30 d'abril de 1997     | Socorro              | LINEAR               |
| 412425 | 2014 DF142             | 27 de setembre de 2006 | Kitt Peak            | Spacewatch           |
| 412426 | 2014 EV1               | 8 de novembre de 2007  | Kitt Peak            | Spacewatch           |
| 412427 | 2014 EA2               | 9 d'abril de 1997      | Kitt Peak            | Spacewatch           |
| 412428 | 2014 EN4               | 23 d'agost de 2008     | Siding Spring        | Siding Spring Survey |
| 412429 | 2014 EQ4               | 17 de març de 2010     | Kitt Peak            | Spacewatch           |
| 412430 | 2014 EU11              | 11 de juny de 2005     | Kitt Peak            | Spacewatch           |
| 412431 | 2014 EF17              | 11 de maig de 2003     | Kitt Peak            | Spacewatch           |
| 412432 | 2014 EG31              | 14 de desembre de 2010 | Mount Lemmon         | Mt. Lemmon Survey    |
| 412433 | 2014 EY37              | 26 d'octubre de 2005   | Kitt Peak            | Spacewatch           |
| 412434 | 2014 EP47              | 18 de setembre de 1998 | Kitt Peak            | Spacewatch           |
| 412435 | 2014 EV47              | 4 de gener de 2010     | Kitt Peak            | Spacewatch           |
| 412436 | 2014 EG50              | 5 de desembre de 2000  | Socorro              | LINEAR               |
| 412437 | 2014 FW21              | 11 de desembre de 2004 | Kitt Peak            | Spacewatch           |
| 412438 | 2014 FB25              | 29 de febrer de 2000   | Socorro              | LINEAR               |
| 412439 | 2014 FT34              | 24 de setembre de 2008 | Mount Lemmon         | Mt. Lemmon Survey    |
| 412440 | 2014 FM35              | 11 de juny de 2005     | Kitt Peak            | Spacewatch           |
| 412441 | 2014 FF37              | 18 de març de 2009     | Kitt Peak            | Spacewatch           |
| 412442 | 2014 FU40              | 11 d'abril de 2007     | Kitt Peak            | Spacewatch           |
| 412443 | 2014 FV46              | 18 d'octubre de 2007   | Kitt Peak            | Spacewatch           |
| 412444 | 2014 FU49              | 22 de juliol de 1995   | Kitt Peak            | Spacewatch           |
| 412445 | 2014 FG56              | 31 d'agost de 2005     | Kitt Peak            | Spacewatch           |
| 412446 | 2014 FQ62              | 11 d'abril de 2003     | Kitt Peak            | Spacewatch           |
| 412447 | 2014 GO4               | 20 d'abril de 2009     | Mount Lemmon         | Mt. Lemmon Survey    |
| 412448 | 2014 GY4               | 10 d'abril de 2010     | Kitt Peak            | Spacewatch           |
| 412449 | 2014 GH5               | 30 de setembre de 2005 | Mount Lemmon         | Mt. Lemmon Survey    |
| 412450 | 2014 GS14              | 27 de febrer de 2003   | Campo Imperatore     | CINEOS               |
| 412451 | 2014 GG15              | 10 de setembre de 2007 | Kitt Peak            | Spacewatch           |
| 412452 | 2014 GU31              | 11 de maig de 1996     | Kitt Peak            | Spacewatch           |
| 412453 | 2014 GR36              | 7 d'octubre de 2007    | Catalina             | CSS                  |
| 412454 | 2014 GV36              | 15 de gener de 2004    | Kitt Peak            | Spacewatch           |
| 412455 | 2014 GF39              | 16 d'abril de 2005     | Kitt Peak            | Spacewatch           |
| 412456 | 2014 GO39              | 30 d'abril de 2003     | Socorro              | LINEAR               |
| 412457 | 2014 GN42              | 4 de setembre de 2007  | Catalina             | CSS                  |
| 412458 | 2014 GU46              | 5 d'abril de 2003      | Kitt Peak            | Spacewatch           |
| 412459 | 2014 GE48              | 17 de desembre de 2001 | Socorro              | LINEAR               |
| 412460 | 2014 HC1               | 19 de maig de 2010     | Kitt Peak            | Spacewatch           |
| 412461 | 2014 HG1               | 21 de gener de 2010    | WISE                 | WISE                 |
| 412462 | 2014 HD6               | 15 de març de 2007     | Mount Lemmon         | Mt. Lemmon Survey    |
| 412463 | 2014 HG6               | 11 de setembre de 2004 | Kitt Peak            | Spacewatch           |
| 412464 | 2014 HH6               | 1 de desembre de 2003  | Kitt Peak            | Spacewatch           |
| 412465 | 2014 HR6               | 26 d'agost de 2011     | Kitt Peak            | Spacewatch           |
| 412466 | 2014 HX6               | 15 d'abril de 2005     | Anderson Mesa        | LONEOS               |
| 412467 | 2014 HU16              | 20 d'agost de 1995     | Kitt Peak            | Spacewatch           |
| 412468 | 2014 HR22              | 13 d'abril de 2005     | Catalina             | CSS                  |
| 412469 | 2014 HE25              | 7 d'abril de 2005      | Kitt Peak            | Spacewatch           |
| 412470 | 2014 HR25              | 20 d'abril de 2010     | Kitt Peak            | Spacewatch           |
| 412471 | 2014 HN33              | 10 de novembre de 2005 | Mount Lemmon         | Mt. Lemmon Survey    |
| 412472 | 2014 HE52              | 20 d'octubre de 2006   | Mount Lemmon         | Mt. Lemmon Survey    |
| 412473 | 2014 HC93              | 27 de desembre de 2009 | Kitt Peak            | Spacewatch           |
| 412474 | 2014 HN124             | 1 de març de 2011      | Catalina             | CSS                  |
| 412475 | 2014 HL130             | 24 de març de 2006     | Kitt Peak            | Spacewatch           |
| 412476 | 2014 HC133             | 9 de novembre de 1999  | Kitt Peak            | Spacewatch           |
| 412477 | 2014 HR147             | 6 de setembre de 2008  | Kitt Peak            | Spacewatch           |
| 412478 | 2014 HX157             | 7 de setembre de 2011  | Kitt Peak            | Spacewatch           |
| 412479 | 2014 HX180             | 15 de desembre de 2006 | Kitt Peak            | Spacewatch           |
| 412480 | 2014 HP194             | 11 de març de 2007     | Kitt Peak            | Spacewatch           |
| 412481 | 2014 HQ194             | 30 d'abril de 1997     | Socorro              | LINEAR               |
| 412482 | 2014 HU194             | 10 de març de 2008     | Catalina             | CSS                  |
| 412483 | 2014 HK195             | 30 de desembre de 2007 | Kitt Peak            | Spacewatch           |
| 412484 | 2014 JP                | 18 de desembre de 2004 | Mount Lemmon         | Mt. Lemmon Survey    |
| 412485 | 2014 JW2               | 13 de gener de 2005    | Kitt Peak            | Spacewatch           |
| 412486 | 2014 JL4               | 9 de febrer de 2008    | Mount Lemmon         | Mt. Lemmon Survey    |
| 412487 | 2014 JB6               | 15 de març de 2007     | Mount Lemmon         | Mt. Lemmon Survey    |
| 412488 | 2014 JE16              | 9 de març de 2007      | Kitt Peak            | Spacewatch           |
| 412489 | 2014 JV16              | 6 de març de 2008      | Mount Lemmon         | Mt. Lemmon Survey    |
| 412490 | 2014 JZ18              | 24 de març de 2006     | Mount Lemmon         | Mt. Lemmon Survey    |
| 412491 | 2014 JW19              | 5 de gener de 2006     | Kitt Peak            | Spacewatch           |
| 412492 | 2014 JV20              | 7 de desembre de 2005  | Kitt Peak            | Spacewatch           |
| 412493 | 2014 JV26              | 16 de gener de 2005    | Kitt Peak            | Spacewatch           |
| 412494 | 2014 JE33              | 3 de maig de 2010      | Kitt Peak            | Spacewatch           |
| 412495 | 2014 JN60              | 27 d'agost de 2006     | Kitt Peak            | Spacewatch           |
| 412496 | 2014 JN70              | 12 de març de 2003     | Kitt Peak            | Spacewatch           |
| 412497 | 2014 JL77              | 1 de setembre de 2005  | Kitt Peak            | Spacewatch           |
| 412498 | 2014 KJ7               | 22 de setembre de 2008 | Mount Lemmon         | Mt. Lemmon Survey    |
| 412499 | 2014 KC26              | 27 de novembre de 2006 | Mount Lemmon         | Mt. Lemmon Survey    |
| 412500 | 2014 KR27              | 18 de setembre de 2003 | Kitt Peak            | Spacewatch           |

## 412501-412600
| Nom    | Designació provisional | Data de descobriment   | Lloc de descobriment | Descobridor/s        |
| ------ | ---------------------- | ---------------------- | -------------------- | -------------------- |
| 412501 | 2014 KT27              | 11 de setembre de 2007 | Kitt Peak            | Spacewatch           |
| 412502 | 2014 KY36              | 28 de desembre de 2000 | Kitt Peak            | Spacewatch           |
| 412503 | 2014 KT58              | 17 de gener de 2007    | Kitt Peak            | Spacewatch           |
| 412504 | 2014 KA84              | 24 de setembre de 2000 | Socorro              | LINEAR               |
| 412505 | 2014 KM85              | 30 de maig de 2006     | Siding Spring        | Siding Spring Survey |
| 412506 | 2014 KJ86              | 28 de juliol de 2009   | Catalina             | CSS                  |
| 412507 | 2014 KV89              | 2 de maig de 2003      | Kitt Peak            | Spacewatch           |
| 412508 | 2014 KN90              | 20 de maig de 2010     | WISE                 | WISE                 |
| 412509 | 2014 LL9               | 19 d'agost de 2001     | Socorro              | LINEAR               |
| 412510 | 2014 LN11              | 26 de març de 2009     | Mount Lemmon         | Mt. Lemmon Survey    |
| 412511 | 2014 LO15              | 1 de desembre de 2003  | Kitt Peak            | Spacewatch           |
| 412512 | 2014 LY26              | 7 d'octubre de 2004    | Anderson Mesa        | LONEOS               |
| 412513 | 2014 MY2               | 10 d'abril de 2010     | Kitt Peak            | Spacewatch           |
| 412514 | 2014 MJ4               | 19 de novembre de 2007 | Mount Lemmon         | Mt. Lemmon Survey    |
| 412515 | 2014 MM5               | 10 de desembre de 2004 | Socorro              | LINEAR               |
| 412516 | 2014 MM14              | 4 de setembre de 2008  | Kitt Peak            | Spacewatch           |
| 412517 | 2014 MS16              | 19 de desembre de 1995 | Kitt Peak            | Spacewatch           |
| 412518 | 2014 MD17              | 8 d'abril de 2003      | Kitt Peak            | Spacewatch           |
| 412519 | 2014 MN20              | 28 de febrer de 2009   | Kitt Peak            | Spacewatch           |
| 412520 | 2014 MW20              | 25 de desembre de 2005 | Kitt Peak            | Spacewatch           |
| 412521 | 2014 ML22              | 15 de setembre de 2004 | Anderson Mesa        | LONEOS               |
| 412522 | 2014 ME34              | 24 de setembre de 2008 | Kitt Peak            | Spacewatch           |
| 412523 | 2014 MO34              | 27 de maig de 2000     | Socorro              | LINEAR               |
| 412524 | 2014 MY36              | 23 d'octubre de 2003   | Kitt Peak            | Spacewatch           |
| 412525 | 2014 MH37              | 25 de maig de 2010     | WISE                 | WISE                 |
| 412526 | 2014 MT37              | 21 d'octubre de 2003   | Kitt Peak            | Spacewatch           |
| 412527 | 2014 MW37              | 20 d'abril de 2009     | Mount Lemmon         | Mt. Lemmon Survey    |
| 412528 | 2014 MX37              | 30 d'abril de 2003     | Kitt Peak            | Spacewatch           |
| 412529 | 2014 MY37              | 13 de setembre de 2004 | Kitt Peak            | Spacewatch           |
| 412530 | 2014 MN38              | 9 d'agost de 2007      | Kitt Peak            | Spacewatch           |
| 412531 | 2014 MS39              | 13 de març de 2010     | Mount Lemmon         | Mt. Lemmon Survey    |
| 412532 | 2014 MS42              | 24 de novembre de 1995 | Kitt Peak            | Spacewatch           |
| 412533 | 2014 MH43              | 18 de setembre de 2003 | Kitt Peak            | Spacewatch           |
| 412534 | 2014 MN43              | 7 d'octubre de 2004    | Kitt Peak            | Spacewatch           |
| 412535 | 2014 MR43              | 24 de febrer de 2009   | Catalina             | CSS                  |
| 412536 | 2014 MF46              | 15 de novembre de 2006 | Mount Lemmon         | Mt. Lemmon Survey    |
| 412537 | 2014 MR49              | 16 d'octubre de 2006   | Kitt Peak            | Spacewatch           |
| 412538 | 2014 MN51              | 25 de febrer de 2006   | Mount Lemmon         | Mt. Lemmon Survey    |
| 412539 | 2014 MQ52              | 25 d'octubre de 2008   | Mount Lemmon         | Mt. Lemmon Survey    |
| 412540 | 2014 MM53              | 23 de febrer de 2007   | Kitt Peak            | Spacewatch           |
| 412541 | 2014 MV62              | 2 de desembre de 2005  | Kitt Peak            | Spacewatch           |
| 412542 | 2014 MY62              | 7 de febrer de 1995    | Kitt Peak            | Spacewatch           |
| 412543 | 2014 MJ64              | 21 d'octubre de 2006   | Catalina             | CSS                  |
| 412544 | 2014 MK65              | 15 de setembre de 2009 | Kitt Peak            | Spacewatch           |
| 412545 | 2014 NW                | 11 de setembre de 2004 | Kitt Peak            | Spacewatch           |
| 412546 | 2014 NP1               | 23 d'agost de 2007     | Kitt Peak            | Spacewatch           |
| 412547 | 2014 NW12              | 19 de novembre de 2008 | Kitt Peak            | Spacewatch           |
| 412548 | 2014 NF20              | 24 d'abril de 2001     | Kitt Peak            | Spacewatch           |
| 412549 | 2014 ND24              | 4 d'octubre de 2004    | Kitt Peak            | Spacewatch           |
| 412550 | 2014 NL25              | 21 d'abril de 1998     | Socorro              | LINEAR               |
| 412551 | 2014 NG29              | 9 de gener de 2006     | Kitt Peak            | Spacewatch           |
| 412552 | 2014 NT30              | 31 de març de 2009     | Mount Lemmon         | Mt. Lemmon Survey    |
| 412553 | 2014 NP33              | 13 de setembre de 2007 | Mount Lemmon         | Mt. Lemmon Survey    |
| 412554 | 2014 NZ37              | 5 de febrer de 2006    | Mount Lemmon         | Mt. Lemmon Survey    |
| 412555 | 2014 NA40              | 18 de maig de 2004     | Socorro              | LINEAR               |
| 412556 | 2014 NC44              | 13 de gener de 2010    | WISE                 | WISE                 |
| 412557 | 2014 NH44              | 15 de desembre de 2004 | Kitt Peak            | Spacewatch           |
| 412558 | 2014 NH45              | 18 de setembre de 2009 | Catalina             | CSS                  |
| 412559 | 2014 NQ51              | 21 de desembre de 2008 | Mount Lemmon         | Mt. Lemmon Survey    |
| 412560 | 2014 NP54              | 4 de novembre de 2004  | Kitt Peak            | Spacewatch           |
| 412561 | 2014 NS54              | 7 de novembre de 2008  | Mount Lemmon         | Mt. Lemmon Survey    |
| 412562 | 2014 NH55              | 5 de novembre de 2007  | Mount Lemmon         | Mt. Lemmon Survey    |
| 412563 | 2014 NH56              | 18 de gener de 2008    | Mount Lemmon         | Mt. Lemmon Survey    |
| 412564 | 2014 NX58              | 11 de gener de 2008    | Kitt Peak            | Spacewatch           |
| 412565 | 2014 NY58              | 7 de gener de 2006     | Kitt Peak            | Spacewatch           |
| 412566 | 2014 NE59              | 22 d'abril de 2007     | Kitt Peak            | Spacewatch           |
| 412567 | 2014 NM59              | 22 d'agost de 2003     | Socorro              | LINEAR               |
| 412568 | 2014 NU59              | 10 d'octubre de 2007   | Catalina             | CSS                  |
| 412569 | 2014 NX59              | 31 de gener de 2009    | Mount Lemmon         | Mt. Lemmon Survey    |
| 412570 | 2014 NQ60              | 20 de gener de 2010    | WISE                 | WISE                 |
| 412571 | 2014 NJ62              | 7 de gener de 2006     | Mount Lemmon         | Mt. Lemmon Survey    |
| 412572 | 2014 OD2               | 16 de desembre de 2004 | Kitt Peak            | Spacewatch           |
| 412573 | 2014 OD3               | 23 d'octubre de 2003   | Anderson Mesa        | LONEOS               |
| 412574 | 2014 OE3               | 8 de febrer de 2002    | Kitt Peak            | Spacewatch           |
| 412575 | 2014 OK6               | 27 d'agost de 2006     | Kitt Peak            | Spacewatch           |
| 412576 | 2014 OD12              | 7 de febrer de 2008    | Mount Lemmon         | Mt. Lemmon Survey    |
| 412577 | 2014 OA15              | 9 de setembre de 2007  | Anderson Mesa        | LONEOS               |
| 412578 | 2014 OG20              | 28 de desembre de 2005 | Kitt Peak            | Spacewatch           |
| 412579 | 2014 OC21              | 12 de setembre de 2007 | Mount Lemmon         | Mt. Lemmon Survey    |
| 412580 | 2014 OE29              | 30 d'octubre de 2005   | Kitt Peak            | Spacewatch           |
| 412581 | 2014 OF36              | 20 de desembre de 2007 | Kitt Peak            | Spacewatch           |
| 412582 | 2014 ON38              | 16 de març de 2010     | Mount Lemmon         | Mt. Lemmon Survey    |
| 412583 | 2014 OR39              | 3 de setembre de 2010  | Mount Lemmon         | Mt. Lemmon Survey    |
| 412584 | 2014 OO42              | 31 de gener de 2006    | Kitt Peak            | Spacewatch           |
| 412585 | 2014 OK46              | 19 de febrer de 2009   | Mount Lemmon         | Mt. Lemmon Survey    |
| 412586 | 2014 OV46              | 14 de desembre de 2001 | Socorro              | LINEAR               |
| 412587 | 2014 OU55              | 3 de febrer de 2000    | Kitt Peak            | Spacewatch           |
| 412588 | 2014 OL57              | 30 d'agost de 2005     | Kitt Peak            | Spacewatch           |
| 412589 | 2014 OE60              | 21 de febrer de 2007   | Mount Lemmon         | Mt. Lemmon Survey    |
| 412590 | 2014 OC64              | 1 de febrer de 2005    | Kitt Peak            | Spacewatch           |
| 412591 | 2014 OS64              | 23 de març de 2006     | Kitt Peak            | Spacewatch           |
| 412592 | 2014 OG65              | 13 de novembre de 2006 | Kitt Peak            | Spacewatch           |
| 412593 | 2014 OU65              | 27 de juliol de 2001   | Anderson Mesa        | LONEOS               |
| 412594 | 2014 OH67              | 23 de gener de 2006    | Kitt Peak            | Spacewatch           |
| 412595 | 2014 OF68              | 15 d'octubre de 2004   | Mount Lemmon         | Mt. Lemmon Survey    |
| 412596 | 2014 OL68              | 19 de novembre de 2006 | Kitt Peak            | Spacewatch           |
| 412597 | 2014 OU69              | 10 d'octubre de 2001   | Kitt Peak            | Spacewatch           |
| 412598 | 2014 OW70              | 4 de novembre de 2004  | Kitt Peak            | Spacewatch           |
| 412599 | 2014 OY70              | 10 de maig de 2005     | Kitt Peak            | Spacewatch           |
| 412600 | 2014 ON71              | 16 de setembre de 2009 | Kitt Peak            | Spacewatch           |

## 412601-412700
| Nom    | Designació provisional | Data de descobriment   | Lloc de descobriment | Descobridor/s          |
| ------ | ---------------------- | ---------------------- | -------------------- | ---------------------- |
| 412601 | 2014 OX71              | 9 d'octubre de 2004    | Kitt Peak            | Spacewatch             |
| 412602 | 2014 OL72              | 4 de maig de 2005      | Kitt Peak            | Spacewatch             |
| 412603 | 2014 OW76              | 3 de març de 2006      | Mount Lemmon         | Mt. Lemmon Survey      |
| 412604 | 2014 OT80              | 21 de maig de 2005     | Mount Lemmon         | Mt. Lemmon Survey      |
| 412605 | 2014 OK89              | 1 de desembre de 2003  | Kitt Peak            | Spacewatch             |
| 412606 | 2014 OG90              | 7 de gener de 2006     | Kitt Peak            | Spacewatch             |
| 412607 | 2014 OA93              | 29 de juny de 2005     | Kitt Peak            | Spacewatch             |
| 412608 | 2014 OS94              | 24 de juliol de 2010   | WISE                 | WISE                   |
| 412609 | 2014 OH95              | 15 de març de 2004     | Kitt Peak            | Spacewatch             |
| 412610 | 2014 OO95              | 15 de gener de 2004    | Kitt Peak            | Spacewatch             |
| 412611 | 2014 OG96              | 20 de setembre de 2003 | Kitt Peak            | Spacewatch             |
| 412612 | 2014 OE99              | 27 de febrer de 2001   | Kitt Peak            | Spacewatch             |
| 412613 | 2014 OT99              | 26 d'abril de 2001     | Kitt Peak            | Spacewatch             |
| 412614 | 2014 OA100             | 20 d'agost de 2003     | Campo Imperatore     | CINEOS                 |
| 412615 | 2014 OH100             | 11 de setembre de 2004 | Kitt Peak            | Spacewatch             |
| 412616 | 2014 OG101             | 25 de febrer de 2010   | WISE                 | WISE                   |
| 412617 | 2014 OP101             | 10 de febrer de 2008   | Kitt Peak            | Spacewatch             |
| 412618 | 2014 OA102             | 16 de març de 2010     | Mount Lemmon         | Mt. Lemmon Survey      |
| 412619 | 2014 OM103             | 26 de gener de 2006    | Kitt Peak            | Spacewatch             |
| 412620 | 2014 OT103             | 18 de setembre de 2003 | Kitt Peak            | Spacewatch             |
| 412621 | 2014 OW103             | 2 de juliol de 2008    | Kitt Peak            | Spacewatch             |
| 412622 | 2014 OY103             | 31 de gener de 2006    | Kitt Peak            | Spacewatch             |
| 412623 | 2014 OT109             | 27 de juny de 2010     | WISE                 | WISE                   |
| 412624 | 2014 OX110             | 14 de març de 2007     | Kitt Peak            | Spacewatch             |
| 412625 | 2014 OS111             | 25 de març de 2003     | Anderson Mesa        | LONEOS                 |
| 412626 | 2014 OZ119             | 21 de desembre de 2003 | Kitt Peak            | Spacewatch             |
| 412627 | 2014 OS130             | 9 de novembre de 1999  | Kitt Peak            | Spacewatch             |
| 412628 | 2014 OQ136             | 11 de març de 2008     | Mount Lemmon         | Mt. Lemmon Survey      |
| 412629 | 2014 OO152             | 11 de febrer de 2004   | Kitt Peak            | Spacewatch             |
| 412630 | 2014 OY167             | 19 de desembre de 2007 | Mount Lemmon         | Mt. Lemmon Survey      |
| 412631 | 2014 OG169             | 14 de novembre de 2006 | Kitt Peak            | Spacewatch             |
| 412632 | 2014 OO169             | 16 de gener de 2004    | Catalina             | CSS                    |
| 412633 | 2014 OW169             | 25 de desembre de 2010 | Kitt Peak            | Spacewatch             |
| 412634 | 2014 OU171             | 29 de juliol de 2010   | WISE                 | WISE                   |
| 412635 | 2014 OU174             | 23 d'octubre de 2006   | Catalina             | CSS                    |
| 412636 | 2014 OB175             | 26 de setembre de 2006 | Kitt Peak            | Spacewatch             |
| 412637 | 2014 OA180             | 23 de desembre de 2003 | Socorro              | LINEAR                 |
| 412638 | 2014 OL180             | 5 d'abril de 2005      | Mount Lemmon         | Mt. Lemmon Survey      |
| 412639 | 2014 OL181             | 20 de març de 2007     | Mount Lemmon         | Mt. Lemmon Survey      |
| 412640 | 2014 OY184             | 6 de desembre de 2005  | Kitt Peak            | Spacewatch             |
| 412641 | 2014 OH185             | 14 de desembre de 2004 | Catalina             | CSS                    |
| 412642 | 2014 OJ185             | 19 de gener de 2005    | Kitt Peak            | Spacewatch             |
| 412643 | 2014 OH186             | 14 d'abril de 2007     | Catalina             | CSS                    |
| 412644 | 2014 OY186             | 21 d'abril de 2009     | Mount Lemmon         | Mt. Lemmon Survey      |
| 412645 | 2014 OV187             | 1 de febrer de 2006    | Kitt Peak            | Spacewatch             |
| 412646 | 2014 OC188             | 19 de setembre de 2003 | Kitt Peak            | Spacewatch             |
| 412647 | 2014 OL188             | 15 de desembre de 2004 | Kitt Peak            | Spacewatch             |
| 412648 | 2014 OC189             | 12 de març de 2007     | Kitt Peak            | Spacewatch             |
| 412649 | 2014 OE189             | 28 de setembre de 2003 | Kitt Peak            | Spacewatch             |
| 412650 | 2014 OQ189             | 20 d'octubre de 1995   | Kitt Peak            | Spacewatch             |
| 412651 | 2014 OW190             | 1 d'octubre de 2005    | Kitt Peak            | Spacewatch             |
| 412652 | 2014 OH191             | 30 de maig de 2006     | Mount Lemmon         | Mt. Lemmon Survey      |
| 412653 | 2014 OK191             | 20 de setembre de 2001 | Socorro              | LINEAR                 |
| 412654 | 2014 OO192             | 20 de febrer de 2006   | Kitt Peak            | Spacewatch             |
| 412655 | 2014 OP192             | 1 d'octubre de 2009    | Mount Lemmon         | Mt. Lemmon Survey      |
| 412656 | 2014 OU192             | 23 d'octubre de 2003   | Kitt Peak            | Spacewatch             |
| 412657 | 2014 OC193             | 29 de juliol de 2008   | Kitt Peak            | Spacewatch             |
| 412658 | 2014 OH193             | 14 de març de 2005     | Mount Lemmon         | Mt. Lemmon Survey      |
| 412659 | 2014 OD194             | 16 de desembre de 2007 | Kitt Peak            | Spacewatch             |
| 412660 | 2014 OU194             | 31 de març de 2008     | Mount Lemmon         | Mt. Lemmon Survey      |
| 412661 | 2014 OA195             | 10 d'octubre de 2004   | Kitt Peak            | Spacewatch             |
| 412662 | 2014 OC195             | 10 d'agost de 2004     | Socorro              | LINEAR                 |
| 412663 | 2014 OP195             | 16 de setembre de 2003 | Kitt Peak            | Spacewatch             |
| 412664 | 2014 OH196             | 3 de febrer de 2009    | Mount Lemmon         | Mt. Lemmon Survey      |
| 412665 | 2014 OQ196             | 16 d'agost de 2009     | Kitt Peak            | Spacewatch             |
| 412666 | 2014 OT196             | 4 de setembre de 2000  | Kitt Peak            | Spacewatch             |
| 412667 | 2014 OY196             | 8 de març de 2005      | Mount Lemmon         | Mt. Lemmon Survey      |
| 412668 | 2014 OK197             | 13 de febrer de 2010   | WISE                 | WISE                   |
| 412669 | 2014 OF198             | 26 de febrer de 1995   | Kitt Peak            | Spacewatch             |
| 412670 | 2014 OJ198             | 6 de febrer de 1997    | Kitt Peak            | Spacewatch             |
| 412671 | 2014 OM198             | 17 d'octubre de 2003   | Kitt Peak            | Spacewatch             |
| 412672 | 2014 OU200             | 24 de desembre de 2005 | Kitt Peak            | Spacewatch             |
| 412673 | 2014 OG202             | 15 de desembre de 2006 | Mount Lemmon         | Mt. Lemmon Survey      |
| 412674 | 2014 OW206             | 9 de maig de 2007      | Mount Lemmon         | Mt. Lemmon Survey      |
| 412675 | 2014 OB207             | 24 de setembre de 2009 | Kitt Peak            | Spacewatch             |
| 412676 | 2014 OW211             | 11 de setembre de 2007 | Mount Lemmon         | Mt. Lemmon Survey      |
| 412677 | 2014 OM214             | 7 de juliol de 2003    | Kitt Peak            | Spacewatch             |
| 412678 | 2014 OX216             | 8 de gener de 2000     | Kitt Peak            | Spacewatch             |
| 412679 | 2014 OO222             | 2 de novembre de 2010  | Kitt Peak            | Spacewatch             |
| 412680 | 2014 OL226             | 2 de desembre de 2010  | Mount Lemmon         | Mt. Lemmon Survey      |
| 412681 | 2014 OB227             | 19 d'abril de 2004     | Kitt Peak            | Spacewatch             |
| 412682 | 2014 OY230             | 24 de juliol de 1995   | Kitt Peak            | Spacewatch             |
| 412683 | 2014 OK231             | 16 de setembre de 2003 | Kitt Peak            | Spacewatch             |
| 412684 | 2014 OT231             | 6 de novembre de 2009  | Catalina             | CSS                    |
| 412685 | 2014 OV232             | 24 d'abril de 2007     | Mount Lemmon         | Mt. Lemmon Survey      |
| 412686 | 2014 OP234             | 5 de setembre de 2010  | Mount Lemmon         | Mt. Lemmon Survey      |
| 412687 | 2014 OW234             | 13 d'agost de 2007     | XuYi                 | PMO NEO Survey Program |
| 412688 | 2014 OT240             | 13 de setembre de 2007 | Mount Lemmon         | Mt. Lemmon Survey      |
| 412689 | 2014 OF251             | 30 d'agost de 2003     | Kitt Peak            | Spacewatch             |
| 412690 | 2014 OC256             | 6 d'octubre de 2004    | Kitt Peak            | Spacewatch             |
| 412691 | 2014 OU256             | 7 de febrer de 2008    | Kitt Peak            | Spacewatch             |
| 412692 | 2014 OF257             | 18 de juliol de 2006   | Siding Spring        | Siding Spring Survey   |
| 412693 | 2014 OL258             | 15 de març de 2004     | Kitt Peak            | Spacewatch             |
| 412694 | 2014 OS258             | 19 de desembre de 2003 | Kitt Peak            | Spacewatch             |
| 412695 | 2014 OQ259             | 30 de desembre de 2005 | Kitt Peak            | Spacewatch             |
| 412696 | 2014 OF274             | 6 d'abril de 2005      | Catalina             | CSS                    |
| 412697 | 2014 OW276             | 31 d'agost de 2003     | Kitt Peak            | Spacewatch             |
| 412698 | 2014 OB277             | 20 de gener de 2002    | Kitt Peak            | Spacewatch             |
| 412699 | 2014 OE277             | 10 d'octubre de 1999   | Kitt Peak            | Spacewatch             |
| 412700 | 2014 OL277             | 2 de juliol de 2005    | Kitt Peak            | Spacewatch             |

## 412701-412800
| Nom    | Designació provisional | Data de descobriment   | Lloc de descobriment | Descobridor/s     |
| ------ | ---------------------- | ---------------------- | -------------------- | ----------------- |
| 412701 | 2014 OH279             | 10 de novembre de 2004 | Kitt Peak            | Spacewatch        |
| 412702 | 2014 OD280             | 8 de setembre de 2004  | Socorro              | LINEAR            |
| 412703 | 2014 OD286             | 26 d'abril de 1993     | Kitt Peak            | Spacewatch        |
| 412704 | 2014 OT292             | 10 de desembre de 2006 | Kitt Peak            | Spacewatch        |
| 412705 | 2014 OC293             | 2 de febrer de 2006    | Kitt Peak            | Spacewatch        |
| 412706 | 2014 OE294             | 25 de febrer de 2006   | Kitt Peak            | Spacewatch        |
| 412707 | 2014 OL294             | 28 de setembre de 2000 | Kitt Peak            | Spacewatch        |
| 412708 | 2014 OV294             | 13 de març de 2007     | Mount Lemmon         | Mt. Lemmon Survey |
| 412709 | 2014 OB295             | 20 d'octubre de 2006   | Mount Lemmon         | Mt. Lemmon Survey |
| 412710 | 2014 OY295             | 26 de març de 2010     | WISE                 | WISE              |
| 412711 | 2014 OF296             | 29 de desembre de 2003 | Kitt Peak            | Spacewatch        |
| 412712 | 2014 OJ297             | 7 de març de 2008      | Kitt Peak            | Spacewatch        |
| 412713 | 2014 OA298             | 7 de setembre de 2000  | Kitt Peak            | Spacewatch        |
| 412714 | 2014 OH298             | 30 d'agost de 2005     | Anderson Mesa        | LONEOS            |
| 412715 | 2014 OH299             | 18 de novembre de 2007 | Mount Lemmon         | Mt. Lemmon Survey |
| 412716 | 2014 OP299             | 11 de juliol de 2005   | Kitt Peak            | Spacewatch        |
| 412717 | 2014 OA307             | 5 de setembre de 2007  | Catalina             | CSS               |
| 412718 | 2014 OM310             | 15 de març de 2010     | Mount Lemmon         | Mt. Lemmon Survey |
| 412719 | 2014 OP316             | 17 de setembre de 2006 | Catalina             | CSS               |
| 412720 | 2014 OX316             | 10 d'abril de 2013     | Mount Lemmon         | Mt. Lemmon Survey |
| 412721 | 2014 OP329             | 14 de desembre de 2010 | Mount Lemmon         | Mt. Lemmon Survey |
| 412722 | 2014 OR333             | 9 de març de 2007      | Catalina             | CSS               |
| 412723 | 2014 OX333             | 3 de març de 2006      | Kitt Peak            | Spacewatch        |
| 412724 | 2014 OM334             | 24 de març de 2006     | Mount Lemmon         | Mt. Lemmon Survey |
| 412725 | 2014 OT339             | 22 de desembre de 2003 | Kitt Peak            | Spacewatch        |
| 412726 | 2014 OO341             | 4 de setembre de 2000  | Kitt Peak            | Spacewatch        |
| 412727 | 2014 OX343             | 16 de gener de 2011    | Mount Lemmon         | Mt. Lemmon Survey |
| 412728 | 2014 OA344             | 20 de desembre de 2004 | Mount Lemmon         | Mt. Lemmon Survey |
| 412729 | 2014 OG344             | 19 de gener de 2010    | WISE                 | WISE              |
| 412730 | 2014 OR346             | 23 d'octubre de 2006   | Kitt Peak            | Spacewatch        |
| 412731 | 2014 OV346             | 18 de gener de 1998    | Kitt Peak            | Spacewatch        |
| 412732 | 2014 OT347             | 10 de març de 2005     | Mount Lemmon         | Mt. Lemmon Survey |
| 412733 | 2014 OY349             | 19 de febrer de 2009   | Kitt Peak            | Spacewatch        |
| 412734 | 2014 OF353             | 31 de gener de 2008    | Mount Lemmon         | Mt. Lemmon Survey |
| 412735 | 2014 OD355             | 1 d'octubre de 2003    | Kitt Peak            | Spacewatch        |
| 412736 | 2014 OV355             | 29 d'agost de 2006     | Kitt Peak            | Spacewatch        |
| 412737 | 2014 OP358             | 12 de juliol de 2005   | Mount Lemmon         | Mt. Lemmon Survey |
| 412738 | 2014 OA359             | 15 de setembre de 2006 | Kitt Peak            | Spacewatch        |
| 412739 | 2014 OS359             | 17 de març de 2004     | Kitt Peak            | Spacewatch        |
| 412740 | 2014 OY359             | 4 de febrer de 2009    | Mount Lemmon         | Mt. Lemmon Survey |
| 412741 | 2014 OE360             | 21 de gener de 2010    | WISE                 | WISE              |
| 412742 | 2014 OK360             | 8 d'octubre de 2010    | Kitt Peak            | Spacewatch        |
| 412743 | 2014 OV360             | 29 d'agost de 2009     | Kitt Peak            | Spacewatch        |
| 412744 | 2014 OD362             | 13 de gener de 2004    | Kitt Peak            | Spacewatch        |
| 412745 | 2014 OX362             | 31 de gener de 2006    | Kitt Peak            | Spacewatch        |
| 412746 | 2014 OO363             | 28 de gener de 2007    | Mount Lemmon         | Mt. Lemmon Survey |
| 412747 | 2014 OB367             | 14 de març de 2007     | Kitt Peak            | Spacewatch        |
| 412748 | 2014 OD367             | 22 de febrer de 2009   | Mount Lemmon         | Mt. Lemmon Survey |
| 412749 | 2014 OV368             | 10 de gener de 2008    | Kitt Peak            | Spacewatch        |
| 412750 | 2014 OV369             | 3 de desembre de 2010  | Mount Lemmon         | Mt. Lemmon Survey |
| 412751 | 2014 OC370             | 22 de novembre de 2005 | Kitt Peak            | Spacewatch        |
| 412752 | 2014 OE370             | 19 de novembre de 1996 | Kitt Peak            | Spacewatch        |
| 412753 | 2014 OP374             | 7 de gener de 2006     | Kitt Peak            | Spacewatch        |
| 412754 | 2014 OF375             | 17 de setembre de 2006 | Catalina             | CSS               |
| 412755 | 2014 OA376             | 4 de febrer de 2006    | Kitt Peak            | Spacewatch        |
| 412756 | 2014 OE377             | 5 de febrer de 1995    | Kitt Peak            | Spacewatch        |
| 412757 | 2014 OW377             | 15 de setembre de 2007 | Kitt Peak            | Spacewatch        |
| 412758 | 2014 OU378             | 7 de setembre de 2004  | Kitt Peak            | Spacewatch        |
| 412759 | 2014 OJ380             | 8 de juliol de 2010    | WISE                 | WISE              |
| 412760 | 2014 OX380             | 27 de febrer de 2006   | Mount Lemmon         | Mt. Lemmon Survey |
| 412761 | 2014 OF381             | 16 d'agost de 2009     | Kitt Peak            | Spacewatch        |
| 412762 | 2014 OC382             | 22 d'octubre de 2005   | Kitt Peak            | Spacewatch        |
| 412763 | 2014 OK384             | 9 de març de 2006      | Catalina             | CSS               |
| 412764 | 2014 OE385             | 19 de febrer de 2012   | Kitt Peak            | Spacewatch        |
| 412765 | 2014 OP385             | 1 de desembre de 2005  | Kitt Peak            | Spacewatch        |
| 412766 | 2014 OD386             | 26 de setembre de 2008 | Kitt Peak            | Spacewatch        |
| 412767 | 2014 OO386             | 10 de novembre de 1999 | Kitt Peak            | Spacewatch        |
| 412768 | 2014 OQ386             | 12 de març de 2007     | Catalina             | CSS               |
| 412769 | 2014 OS386             | 25 de setembre de 2009 | Catalina             | CSS               |
| 412770 | 2014 OB387             | 22 d'agost de 2004     | Kitt Peak            | Spacewatch        |
| 412771 | 2014 OC387             | 15 de setembre de 2004 | Kitt Peak            | Spacewatch        |
| 412772 | 2014 OD387             | 31 d'agost de 2005     | Kitt Peak            | Spacewatch        |
| 412773 | 2014 ON387             | 28 de gener de 2006    | Kitt Peak            | Spacewatch        |
| 412774 | 2014 OU388             | 4 de març de 2005      | Mount Lemmon         | Mt. Lemmon Survey |
| 412775 | 2014 OP389             | 12 de setembre de 1994 | Kitt Peak            | Spacewatch        |
| 412776 | 2014 OS390             | 7 d'octubre de 1999    | Socorro              | LINEAR            |
| 412777 | 2014 PY2               | 13 d'octubre de 2007   | Catalina             | CSS               |
| 412778 | 2014 PB6               | 22 de juny de 2007     | Kitt Peak            | Spacewatch        |
| 412779 | 2014 PS6               | 29 de març de 2008     | Kitt Peak            | Spacewatch        |
| 412780 | 2014 PL10              | 12 de febrer de 2004   | Kitt Peak            | Spacewatch        |
| 412781 | 2014 PS10              | 9 de gener de 2006     | Kitt Peak            | Spacewatch        |
| 412782 | 2014 PZ11              | 27 de maig de 2008     | Kitt Peak            | Spacewatch        |
| 412783 | 2014 PY12              | 1 d'octubre de 1998    | Kitt Peak            | Spacewatch        |
| 412784 | 2014 PX13              | 19 de gener de 2012    | Kitt Peak            | Spacewatch        |
| 412785 | 2014 PQ15              | 30 d'octubre de 2005   | Mount Lemmon         | Mt. Lemmon Survey |
| 412786 | 2014 PB17              | 22 de febrer de 2007   | Kitt Peak            | Spacewatch        |
| 412787 | 2014 PE17              | 1 de novembre de 2005  | Mount Lemmon         | Mt. Lemmon Survey |
| 412788 | 2014 PA19              | 26 de març de 1993     | Kitt Peak            | Spacewatch        |
| 412789 | 2014 PC19              | 1 de gener de 2008     | Mount Lemmon         | Mt. Lemmon Survey |
| 412790 | 2014 PZ20              | 24 de febrer de 2006   | Kitt Peak            | Spacewatch        |
| 412791 | 2014 PT21              | 14 de setembre de 2005 | Kitt Peak            | Spacewatch        |
| 412792 | 2014 PU21              | 3 de maig de 2005      | Kitt Peak            | Spacewatch        |
| 412793 | 2014 PW21              | 16 d'octubre de 2006   | Catalina             | CSS               |
| 412794 | 2014 PN22              | 8 d'agost de 2004      | Anderson Mesa        | LONEOS            |
| 412795 | 2014 PQ22              | 18 d'octubre de 2003   | Kitt Peak            | Spacewatch        |
| 412796 | 2014 PS22              | 1 de setembre de 2005  | Kitt Peak            | Spacewatch        |
| 412797 | 2014 PZ22              | 10 d'abril de 2005     | Kitt Peak            | Spacewatch        |
| 412798 | 2014 PF23              | 2 d'octubre de 2009    | Mount Lemmon         | Mt. Lemmon Survey |
| 412799 | 2014 PB25              | 18 de setembre de 2010 | Mount Lemmon         | Mt. Lemmon Survey |
| 412800 | 2014 PG25              | 26 de setembre de 2006 | Catalina             | CSS               |

## 412801-412900
| Nom    | Designació provisional | Data de descobriment   | Lloc de descobriment | Descobridor/s     |
| ------ | ---------------------- | ---------------------- | -------------------- | ----------------- |
| 412801 | 2014 PK27              | 12 de desembre de 1999 | Kitt Peak            | Spacewatch        |
| 412802 | 2014 PH28              | 8 d'octubre de 2004    | Kitt Peak            | Spacewatch        |
| 412803 | 2014 PK28              | 22 de setembre de 2009 | Mount Lemmon         | Mt. Lemmon Survey |
| 412804 | 2014 PT28              | 1 d'octubre de 2003    | Kitt Peak            | Spacewatch        |
| 412805 | 2014 PG29              | 21 de març de 2002     | Kitt Peak            | Spacewatch        |
| 412806 | 2014 PH29              | 16 d'octubre de 2009   | Catalina             | CSS               |
| 412807 | 2014 PC30              | 24 de febrer de 2006   | Kitt Peak            | Spacewatch        |
| 412808 | 2014 PJ32              | 28 de desembre de 2005 | Kitt Peak            | Spacewatch        |
| 412809 | 2014 PV32              | 2 de febrer de 2008    | Kitt Peak            | Spacewatch        |
| 412810 | 2014 PP34              | 14 de setembre de 2007 | Catalina             | CSS               |
| 412811 | 2014 PA35              | 26 de febrer de 2008   | Mount Lemmon         | Mt. Lemmon Survey |
| 412812 | 2014 PL36              | 8 de març de 2008      | Mount Lemmon         | Mt. Lemmon Survey |
| 412813 | 2014 PU36              | 19 de setembre de 2003 | Kitt Peak            | Spacewatch        |
| 412814 | 2014 PN37              | 28 d'agost de 2005     | Kitt Peak            | Spacewatch        |
| 412815 | 2014 PT37              | 28 de gener de 2007    | Mount Lemmon         | Mt. Lemmon Survey |
| 412816 | 2014 PG38              | 26 d'abril de 2007     | Mount Lemmon         | Mt. Lemmon Survey |
| 412817 | 2014 PO38              | 19 de novembre de 2009 | Mount Lemmon         | Mt. Lemmon Survey |
| 412818 | 2014 PE39              | 17 de febrer de 2004   | Kitt Peak            | Spacewatch        |
| 412819 | 2014 PQ39              | 25 de febrer de 2007   | Mount Lemmon         | Mt. Lemmon Survey |
| 412820 | 2014 PU39              | 28 de gener de 2006    | Mount Lemmon         | Mt. Lemmon Survey |
| 412821 | 2014 PV39              | 1 de maig de 2003      | Kitt Peak            | Spacewatch        |
| 412822 | 2014 PP40              | 19 de setembre de 2003 | Kitt Peak            | Spacewatch        |
| 412823 | 2014 PU40              | 21 d'octubre de 2001   | Kitt Peak            | Spacewatch        |
| 412824 | 2014 PF41              | 21 de febrer de 2007   | Mount Lemmon         | Mt. Lemmon Survey |
| 412825 | 2014 PK41              | 11 d'octubre de 2004   | Kitt Peak            | Spacewatch        |
| 412826 | 2014 PF42              | 11 de març de 2007     | Kitt Peak            | Spacewatch        |
| 412827 | 2014 PK42              | 26 d'abril de 2007     | Mount Lemmon         | Mt. Lemmon Survey |
| 412828 | 2014 PU44              | 27 de gener de 2006    | Kitt Peak            | Spacewatch        |
| 412829 | 2014 PY44              | 31 de desembre de 1999 | Kitt Peak            | Spacewatch        |
| 412830 | 2014 PP45              | 4 de gener de 2003     | Kitt Peak            | Spacewatch        |
| 412831 | 2014 PQ45              | 17 de febrer de 2007   | Kitt Peak            | Spacewatch        |
| 412832 | 2014 PB46              | 11 de setembre de 2004 | Kitt Peak            | Spacewatch        |
| 412833 | 2014 PN46              | 12 de setembre de 1998 | Kitt Peak            | Spacewatch        |
| 412834 | 2014 PQ46              | 25 de desembre de 2005 | Kitt Peak            | Spacewatch        |
| 412835 | 2014 PP48              | 23 de setembre de 2009 | Kitt Peak            | Spacewatch        |
| 412836 | 2014 PW48              | 11 d'abril de 2005     | Mount Lemmon         | Mt. Lemmon Survey |
| 412837 | 2014 PP49              | 14 de febrer de 2010   | Mount Lemmon         | Mt. Lemmon Survey |
| 412838 | 2014 PB50              | 24 d'agost de 2007     | Kitt Peak            | Spacewatch        |
| 412839 | 2014 PC50              | 16 de setembre de 2003 | Kitt Peak            | Spacewatch        |
| 412840 | 2014 PF50              | 27 de setembre de 2009 | Mount Lemmon         | Mt. Lemmon Survey |
| 412841 | 2014 PY50              | 24 de desembre de 2005 | Kitt Peak            | Spacewatch        |
| 412842 | 2014 PB52              | 9 de febrer de 2005    | Mount Lemmon         | Mt. Lemmon Survey |
| 412843 | 2014 PM52              | 31 de gener de 2006    | Mount Lemmon         | Mt. Lemmon Survey |
| 412844 | 2014 PS52              | 29 d'agost de 2005     | Kitt Peak            | Spacewatch        |
| 412845 | 2014 PV52              | 12 de setembre de 2009 | Kitt Peak            | Spacewatch        |
| 412846 | 2014 PF53              | 18 de desembre de 2004 | Mount Lemmon         | Mt. Lemmon Survey |
| 412847 | 2014 PL53              | 10 de març de 2007     | Mount Lemmon         | Mt. Lemmon Survey |
| 412848 | 2014 PR53              | 28 de febrer de 2008   | Mount Lemmon         | Mt. Lemmon Survey |
| 412849 | 2014 PO54              | 17 de setembre de 1998 | Kitt Peak            | Spacewatch        |
| 412850 | 2014 PL55              | 29 d'abril de 2008     | Mount Lemmon         | Mt. Lemmon Survey |
| 412851 | 2014 PY55              | 1 d'octubre de 2005    | Anderson Mesa        | LONEOS            |
| 412852 | 2014 PL56              | 11 de setembre de 2007 | Mount Lemmon         | Mt. Lemmon Survey |
| 412853 | 2014 PQ56              | 20 de setembre de 2003 | Socorro              | LINEAR            |
| 412854 | 2014 PT56              | 3 d'octubre de 2003    | Kitt Peak            | Spacewatch        |
| 412855 | 2014 PU56              | 6 de juny de 2002      | Socorro              | LINEAR            |
| 412856 | 2014 PY57              | 16 de febrer de 2009   | Kitt Peak            | Spacewatch        |
| 412857 | 2014 PK62              | 1 d'octubre de 2005    | Anderson Mesa        | LONEOS            |
| 412858 | 2014 PD63              | 1 de gener de 2009     | Mount Lemmon         | Mt. Lemmon Survey |
| 412859 | 2014 PH64              | 19 de setembre de 2009 | Kitt Peak            | Spacewatch        |
| 412860 | 2014 PX64              | 17 de juny de 2005     | Mount Lemmon         | Mt. Lemmon Survey |
| 412861 | 2014 PO67              | 4 de febrer de 2009    | Kitt Peak            | Spacewatch        |
| 412862 | 2014 PV69              | 16 de setembre de 2003 | Kitt Peak            | Spacewatch        |
| 412863 | 2014 PH70              | 31 de gener de 2006    | Kitt Peak            | Spacewatch        |
| 412864 | 2014 PJ70              | 16 de setembre de 2009 | Mount Lemmon         | Mt. Lemmon Survey |
| 412865 | 2014 QT                | 26 de març de 2006     | Mount Lemmon         | Mt. Lemmon Survey |
| 412866 | 2014 QC1               | 7 d'agost de 2004      | Campo Imperatore     | CINEOS            |
| 412867 | 2014 QF1               | 4 d'agost de 2010      | Socorro              | LINEAR            |
| 412868 | 2014 QO1               | 25 d'abril de 2006     | Kitt Peak            | Spacewatch        |
| 412869 | 2014 QP2               | 23 de març de 2003     | Kitt Peak            | Spacewatch        |
| 412870 | 2014 QL3               | 18 d'octubre de 2003   | Kitt Peak            | Spacewatch        |
| 412871 | 2014 QB10              | 13 de maig de 1996     | Kitt Peak            | Spacewatch        |
| 412872 | 2014 QR15              | 3 de novembre de 2005  | Kitt Peak            | Spacewatch        |
| 412873 | 2014 QV15              | 5 de juliol de 2005    | Kitt Peak            | Spacewatch        |
| 412874 | 2014 QK18              | 10 d'agost de 2007     | Kitt Peak            | Spacewatch        |
| 412875 | 2014 QL18              | 4 de maig de 2006      | Mount Lemmon         | Mt. Lemmon Survey |
| 412876 | 2014 QU18              | 2 de novembre de 2007  | Mount Lemmon         | Mt. Lemmon Survey |
| 412877 | 2014 QE21              | 9 de febrer de 2008    | Catalina             | CSS               |
| 412878 | 2014 QA24              | 17 de setembre de 2003 | Kitt Peak            | Spacewatch        |
| 412879 | 2014 QG24              | 8 d'octubre de 2008    | Mount Lemmon         | Mt. Lemmon Survey |
| 412880 | 2014 QB25              | 29 de desembre de 2011 | Kitt Peak            | Spacewatch        |
| 412881 | 2014 QD25              | 28 de desembre de 2005 | Kitt Peak            | Spacewatch        |
| 412882 | 2014 QZ25              | 15 d'abril de 2008     | Mount Lemmon         | Mt. Lemmon Survey |
| 412883 | 2014 QH28              | 11 d'octubre de 2010   | Mount Lemmon         | Mt. Lemmon Survey |
| 412884 | 2014 QE30              | 19 de novembre de 2006 | Kitt Peak            | Spacewatch        |
| 412885 | 2014 QF30              | 22 de novembre de 2006 | Catalina             | CSS               |
| 412886 | 2014 QG33              | 15 de gener de 2004    | Kitt Peak            | Spacewatch        |
| 412887 | 2014 QJ36              | 20 de setembre de 2001 | Socorro              | LINEAR            |
| 412888 | 2014 QM37              | 29 d'octubre de 2005   | Mount Lemmon         | Mt. Lemmon Survey |
| 412889 | 2014 QX39              | 28 de desembre de 2005 | Kitt Peak            | Spacewatch        |
| 412890 | 2014 QT40              | 3 de maig de 2005      | Catalina             | CSS               |
| 412891 | 2014 QX49              | 29 de setembre de 2011 | Mount Lemmon         | Mt. Lemmon Survey |
| 412892 | 2014 QP52              | 30 de setembre de 2005 | Mount Lemmon         | Mt. Lemmon Survey |
| 412893 | 2014 QL54              | 22 de setembre de 2011 | Kitt Peak            | Spacewatch        |
| 412894 | 2014 QW62              | 18 de novembre de 2006 | Mount Lemmon         | Mt. Lemmon Survey |
| 412895 | 2014 QY64              | 2 de setembre de 2010  | Mount Lemmon         | Mt. Lemmon Survey |
| 412896 | 2014 QQ70              | 26 de desembre de 2005 | Kitt Peak            | Spacewatch        |
| 412897 | 2014 QE78              | 13 de gener de 2002    | Kitt Peak            | Spacewatch        |
| 412898 | 2014 QW78              | 15 de març de 2007     | Kitt Peak            | Spacewatch        |
| 412899 | 2014 QW81              | 6 de novembre de 2005  | Mount Lemmon         | Mt. Lemmon Survey |
| 412900 | 2014 QV95              | 2 d'octubre de 2009    | Mount Lemmon         | Mt. Lemmon Survey |

## 412901-413000
| Nom    | Designació provisional | Data de descobriment   | Lloc de descobriment | Descobridor/s                                          |
| ------ | ---------------------- | ---------------------- | -------------------- | ------------------------------------------------------ |
| 412901 | 2014 QV97              | 16 de setembre de 2003 | Kitt Peak            | Spacewatch                                             |
| 412902 | 2014 QX97              | 17 de setembre de 1996 | Kitt Peak            | Spacewatch                                             |
| 412903 | 2014 QS98              | 16 d'octubre de 2006   | Kitt Peak            | Spacewatch                                             |
| 412904 | 2014 QK101             | 11 de març de 2007     | Kitt Peak            | Spacewatch                                             |
| 412905 | 2014 QH102             | 4 d'octubre de 2006    | Mount Lemmon         | Mt. Lemmon Survey                                      |
| 412906 | 2014 QG106             | 20 de gener de 2009    | Mount Lemmon         | Mt. Lemmon Survey                                      |
| 412907 | 2014 QA112             | 17 d'octubre de 2006   | Mount Lemmon         | Mt. Lemmon Survey                                      |
| 412908 | 2014 QH118             | 28 de desembre de 2005 | Kitt Peak            | Spacewatch                                             |
| 412909 | 2014 QV120             | 20 d'octubre de 1995   | Kitt Peak            | Spacewatch                                             |
| 412910 | 2014 QE122             | 19 de setembre de 1995 | Kitt Peak            | Spacewatch                                             |
| 412911 | 2014 QY130             | 5 d'abril de 2005      | Mount Lemmon         | Mt. Lemmon Survey                                      |
| 412912 | 2014 QY131             | 23 de gener de 2006    | Kitt Peak            | Spacewatch                                             |
| 412913 | 2014 QA133             | 18 d'octubre de 1995   | Kitt Peak            | Spacewatch                                             |
| 412914 | 2014 QR136             | 27 de maig de 2003     | Kitt Peak            | Spacewatch                                             |
| 412915 | 2014 QT137             | 17 de febrer de 2007   | Kitt Peak            | Spacewatch                                             |
| 412916 | 2014 QR138             | 16 de desembre de 2007 | Mount Lemmon         | Mt. Lemmon Survey                                      |
| 412917 | 2014 QS139             | 11 d'octubre de 2004   | Kitt Peak            | Spacewatch                                             |
| 412918 | 2014 QD140             | 8 d'octubre de 2007    | Kitt Peak            | Spacewatch                                             |
| 412919 | 2014 QK141             | 25 de novembre de 2005 | Mount Lemmon         | Mt. Lemmon Survey                                      |
| 412920 | 2014 QX144             | 10 de març de 2005     | Mount Lemmon         | Mt. Lemmon Survey                                      |
| 412921 | 2014 QK145             | 21 de febrer de 2007   | Mount Lemmon         | Mt. Lemmon Survey                                      |
| 412922 | 2014 QL149             | 2 de març de 2006      | Kitt Peak            | Spacewatch                                             |
| 412923 | 2014 QC150             | 8 d'octubre de 2010    | Catalina             | CSS                                                    |
| 412924 | 2014 QD150             | 1 de febrer de 2003    | Kitt Peak            | Spacewatch                                             |
| 412925 | 2014 QF152             | 13 de maig de 2004     | Kitt Peak            | Spacewatch                                             |
| 412926 | 2014 QS152             | 5 de setembre de 2010  | Mount Lemmon         | Mt. Lemmon Survey                                      |
| 412927 | 2014 QZ152             | 8 d'octubre de 2004    | Anderson Mesa        | LONEOS                                                 |
| 412928 | 2014 QY170             | 4 de desembre de 2005  | Mount Lemmon         | Mt. Lemmon Survey                                      |
| 412929 | 2014 QE172             | 11 d'octubre de 2010   | Mount Lemmon         | Mt. Lemmon Survey                                      |
| 412930 | 2014 QG172             | 25 de novembre de 2005 | Mount Lemmon         | Mt. Lemmon Survey                                      |
| 412931 | 2014 QX175             | 16 de setembre de 2003 | Kitt Peak            | Spacewatch                                             |
| 412932 | 2014 QS179             | 9 de novembre de 1993  | Kitt Peak            | Spacewatch                                             |
| 412933 | 2014 QT179             | 16 de novembre de 2006 | Mount Lemmon         | Mt. Lemmon Survey                                      |
| 412934 | 2014 QC180             | 12 de novembre de 2010 | Kitt Peak            | Spacewatch                                             |
| 412935 | 2014 QH188             | 8 de febrer de 2008    | Catalina             | CSS                                                    |
| 412936 | 2014 QQ203             | 27 d'abril de 2006     | Kitt Peak            | Spacewatch                                             |
| 412937 | 2014 QD204             | 11 d'octubre de 2004   | Kitt Peak            | Spacewatch                                             |
| 412938 | 2014 QY207             | 21 de novembre de 2006 | Mount Lemmon         | Mt. Lemmon Survey                                      |
| 412939 | 2014 QY214             | 30 de setembre de 1999 | Kitt Peak            | Spacewatch                                             |
| 412940 | 2014 QS216             | 21 de novembre de 2009 | Catalina             | CSS                                                    |
| 412941 | 2014 QY217             | 29 de març de 2009     | Kitt Peak            | Spacewatch                                             |
| 412942 | 2014 QQ224             | 18 de setembre de 2009 | Kitt Peak            | Spacewatch                                             |
| 412943 | 2014 QR225             | 17 de febrer de 2007   | Mount Lemmon         | Mt. Lemmon Survey                                      |
| 412944 | 2014 QE227             | 7 de gener de 2006     | Kitt Peak            | Spacewatch                                             |
| 412945 | 2014 QF227             | 16 de setembre de 2009 | Kitt Peak            | Spacewatch                                             |
| 412946 | 2014 QX228             | 18 de novembre de 2007 | Kitt Peak            | Spacewatch                                             |
| 412947 | 2014 QV229             | 22 de febrer de 2006   | Catalina             | CSS                                                    |
| 412948 | 2014 QP230             | 30 de desembre de 2005 | Catalina             | CSS                                                    |
| 412949 | 2014 QG238             | 15 de març de 2007     | Kitt Peak            | Spacewatch                                             |
| 412950 | 2014 QP240             | 25 de desembre de 2005 | Kitt Peak            | Spacewatch                                             |
| 412951 | 2014 QB241             | 14 d'abril de 2004     | Kitt Peak            | Spacewatch                                             |
| 412952 | 2014 QP244             | 24 de setembre de 2008 | Mount Lemmon         | Mt. Lemmon Survey                                      |
| 412953 | 2014 QR245             | 8 de desembre de 2005  | Kitt Peak            | Spacewatch                                             |
| 412954 | 2014 QH259             | 10 de novembre de 2004 | Kitt Peak            | Spacewatch                                             |
| 412955 | 2014 QF270             | 29 d'octubre de 2010   | Mount Lemmon         | Mt. Lemmon Survey                                      |
| 412956 | 2014 QU270             | 23 d'octubre de 2004   | Kitt Peak            | Spacewatch                                             |
| 412957 | 2014 QF271             | 20 d'octubre de 2008   | Kitt Peak            | Spacewatch                                             |
| 412958 | 2014 QN277             | 26 de novembre de 2003 | Kitt Peak            | Spacewatch                                             |
| 412959 | 2014 QD280             | 28 de gener de 2007    | Mount Lemmon         | Mt. Lemmon Survey                                      |
| 412960 | 2014 QX283             | 24 de setembre de 2009 | Catalina             | CSS                                                    |
| 412961 | 2014 QS290             | 23 d'agost de 2004     | Anderson Mesa        | LONEOS                                                 |
| 412962 | 2014 QO300             | 18 de setembre de 2006 | Kitt Peak            | Spacewatch                                             |
| 412963 | 2014 QS300             | 27 de gener de 2010    | WISE                 | WISE                                                   |
| 412964 | 2014 QW300             | 26 de gener de 2006    | Kitt Peak            | Spacewatch                                             |
| 412965 | 2014 QX304             | 19 de març de 2004     | Kitt Peak            | Spacewatch                                             |
| 412966 | 2014 QU306             | 9 de novembre de 2009  | Socorro              | LINEAR                                                 |
| 412967 | 2014 QA309             | 4 de desembre de 2007  | Kitt Peak            | Spacewatch                                             |
| 412968 | 2014 QG309             | 23 de gener de 2006    | Kitt Peak            | Spacewatch                                             |
| 412969 | 2014 QU336             | 28 de febrer de 2008   | Kitt Peak            | Spacewatch                                             |
| 412970 | 2014 QV347             | 13 de juny de 2004     | Kitt Peak            | Spacewatch                                             |
| 412971 | 2014 QJ351             | 1 de maig de 2009      | Kitt Peak            | Spacewatch                                             |
| 412972 | 2014 QQ351             | 27 de febrer de 2006   | Kitt Peak            | Spacewatch                                             |
| 412973 | 2014 QN360             | 28 de setembre de 2000 | Socorro              | LINEAR                                                 |
| 412974 | 2237 P-L               | 24 de setembre de 1960 | Palomar              | C. J. van Houten, I. van Houten-Groeneveld, T. Gehrels |
| 412975 | 5055 T-2               | 25 de setembre de 1973 | Palomar              | C. J. van Houten, I. van Houten-Groeneveld, T. Gehrels |
| 412976 | 1987 WC                | 21 de novembre de 1987 | Palomar              | J. E. Mueller                                          |
| 412977 | 1990 UO                | 22 d'octubre de 1990   | Kitt Peak            | Spacewatch                                             |
| 412978 | 1993 TB5               | 8 d'octubre de 1993    | Kitt Peak            | Spacewatch                                             |
| 412979 | 1995 BH14              | 31 de gener de 1995    | Kitt Peak            | Spacewatch                                             |
| 412980 | 1995 SL80              | 26 de setembre de 1995 | Kitt Peak            | Spacewatch                                             |
| 412981 | 1995 UE10              | 16 d'octubre de 1995   | Kitt Peak            | Spacewatch                                             |
| 412982 | 1995 UN52              | 16 d'octubre de 1995   | Kitt Peak            | Spacewatch                                             |
| 412983 | 1996 FO3               | 24 de març de 1996     | Siding Spring        | G. J. Garradd                                          |
| 412984 | 1996 TJ32              | 9 d'octubre de 1996    | Kitt Peak            | Spacewatch                                             |
| 412985 | 1997 CT12              | 3 de febrer de 1997    | Kitt Peak            | Spacewatch                                             |
| 412986 | 1997 SC14              | 28 de setembre de 1997 | Kitt Peak            | Spacewatch                                             |
| 412987 | 1997 WM29              | 30 de novembre de 1997 | Kitt Peak            | Spacewatch                                             |
| 412988 | 1998 AP1               | 1 de gener de 1998     | Kitt Peak            | Spacewatch                                             |
| 412989 | 1998 HA11              | 17 d'abril de 1998     | Kitt Peak            | Spacewatch                                             |
| 412990 | 1998 HM31              | 23 d'abril de 1998     | Kitt Peak            | Spacewatch                                             |
| 412991 | 1998 TO24              | 14 d'octubre de 1998   | Kitt Peak            | Spacewatch                                             |
| 412992 | 1998 VW40              | 14 de novembre de 1998 | Kitt Peak            | Spacewatch                                             |
| 412993 | 1998 VO48              | 15 de novembre de 1998 | Kitt Peak            | Spacewatch                                             |
| 412994 | 1999 GF56              | 9 d'abril de 1999      | Kitt Peak            | Spacewatch                                             |
| 412995 | 1999 LP28              | 14 de juny de 1999     | Socorro              | LINEAR                                                 |
| 412996 | 1999 ST16              | 29 de setembre de 1999 | Catalina             | CSS                                                    |
| 412997 | 1999 TH43              | 3 d'octubre de 1999    | Kitt Peak            | Spacewatch                                             |
| 412998 | 1999 TM84              | 13 d'octubre de 1999   | Kitt Peak            | Spacewatch                                             |
| 412999 | 1999 TL129             | 6 d'octubre de 1999    | Socorro              | LINEAR                                                 |
| 413000 | 1999 TW261             | 13 d'octubre de 1999   | Socorro              | LINEAR                                                 |